# Jesień Ludów

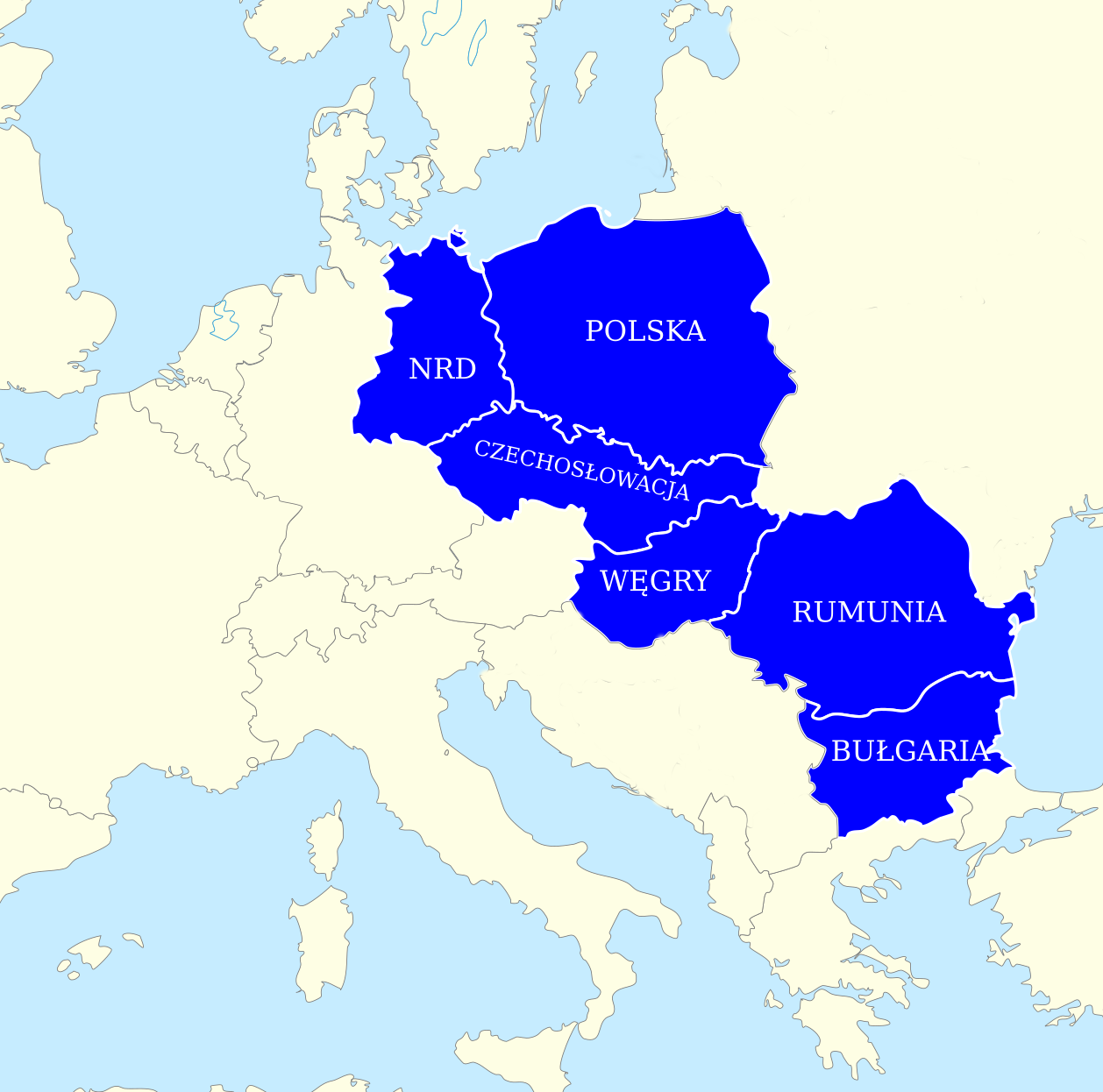
Państwa biorące udział w Jesieni Ludów

Jesień Ludów (lub Jesień Narodów) – proces przemian ustrojowych w bloku wschodnim, zainicjowany w Polsce przez Niezależny Samorządny Związek Zawodowy „Solidarność”, który doprowadził do upadku komunizmu w Europie Środkowo-Wschodniej; kulminacyjny moment tego procesu przypadł na jesień 1989, zaś jego przyczyną była negatywna ocena dotychczasowych rządów przez obywateli. Rewolucyjny charakter wydarzeń z 1989 roku nasunął skojarzenie z Wiosną Ludów z 1848 roku.
Jesień Narodów poprzedziły zmiany w Związku Radzieckim: odejście od doktryny Breżniewa i rozpoczęta w 1985 roku pieriestrojka.
Sześć państw, które porzuciły system komunistyczny w wyniku Jesieni Ludów, to:
- Czechosłowacka Republika Socjalistyczna
- Ludowa Republika Bułgarii
- Niemiecka Republika Demokratyczna
- Polska Rzeczpospolita Ludowa
- Socjalistyczna Republika Rumunii
- Węgierska Republika Ludowa

Obrady Okrągłego Stołu w Polsce (6 lutego–5 kwietnia 1989 roku) uznaje się za początek Jesieni Narodów. Uzgodniono wówczas przeprowadzenie częściowo wolnych wyborów 4 czerwca. W ich wyniku urząd premiera objął działacz opozycji Tadeusz Mazowiecki. W czerwcu rozpoczęły się rozmowy rządu z opozycją na Węgrzech. Dzięki rozmowom znowelizowano konstytucję (w tym zmieniono nazwę państwa). W listopadzie uzgodniono termin wolnych wyborów. W czerwcu rozpoczęły się protesty w Niemieckiej Republice Demokratycznej. 9 listopada mieszkańcy Berlina rozpoczęli burzenie Muru Berlińskiego. W Bułgarii 10 listopada odsunięto od władzy Todora Żiwkowa oraz rozpoczęto rozmowy z opozycją. 17 listopada rozpoczęła się „aksamitna rewolucja” w Czechosłowacji, która zakończyła się 27 listopada. W wyniku protestów prezydentem Czechosłowacji został Václav Havel. Jesień Ludów zakończyła się krwawym powstaniem w Rumunii, gdzie obalono i skazano na karę śmierci Nicolae Ceaușescu.

## Przyczyny

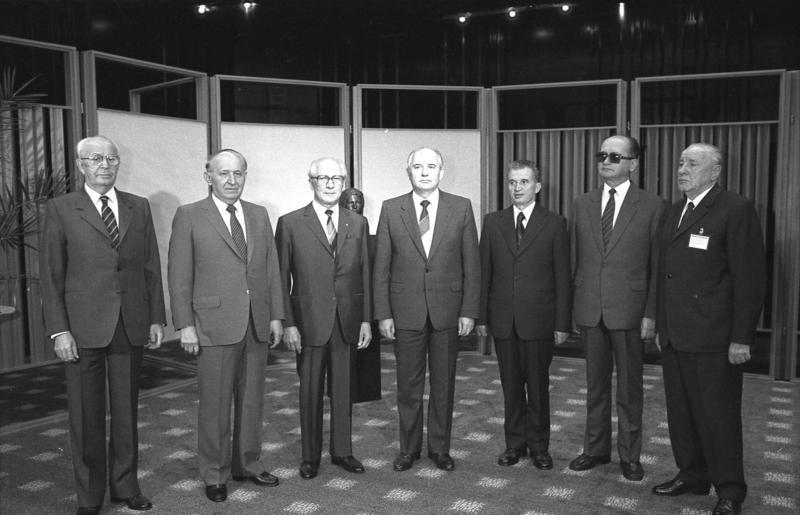
Zdjęcie ze spotkania Komitetu Konsultacyjnego Układu Warszawskiego, od lewej: Gustáv Husák (CSRS), Todor Żiwkow (BLR), Erich Honecker (NRD), Michaił Gorbaczow (ZSRR), Nicolae Ceaușescu (RSS), Wojciech Jaruzelski (PRL) i János Kádár (WRL), 29 maja 1987

Na przełomie 1944 i 1945 roku Europa Środkowo-Wschodnia znalazła się w strefie wpływów Związku Socjalistycznych Republik Radzieckich. Głównym zwycięzcą II wojny światowej okazał się Józef Stalin, który po zakończeniu wojny ostatecznie powiększył terytorium ZSRR o wschodnie ziemie przedwojennej Polski okupowane i anektowane po agresji 17 września 1939, okupowane i anektowane w 1940 Litwę, Łotwę, Estonię, fińską Karelię i rumuńską Besarabię, oraz Ruś Zakarpacką, uzyskaną od Czechosłowacji traktatem z 29 czerwca 1945 roku. Tereny te poddano silnej sowietyzacji i unifikacji z resztą państwa.
Państwa Europy Środkowo-Wschodniej (Polska, Czechosłowacja, Węgry, Rumunia, Bułgaria, Jugosławia, Albania oraz niemiecka strefa okupacyjna) były kontrolowane przez ZSRR. W celu umocnienia swojej dominacji i wpływów, ZSRR zainstalował w kontrolowanych państwach rządy komunistyczne. Proces budowy totalitarnych reżimów w krajach Europy Środkowo-Wschodniej zakończył się w lutym 1948 roku komunistycznym zamachem stanu w Czechosłowacji. Mieszkańcy Europy Środkowo-Wschodniej próbowali się przeciwstawiać temu procesowi, organizując strajki i demonstracje. Początkowo działały legalne partie opozycyjne, które komuniści rozbijali. W niektórych państwach (w tym Polsce) działało podziemie zbrojne.
George Kennan w 1947 roku trafnie przewidywał, że nawet przy braku agresywnych działań ze strony Zachodu system komunistyczny upadnie sam w wyniku procesów wewnętrznych.
Okres budowy systemu komunistycznego oraz okres stalinizmu należał do najtrudniejszych w powojennych dziejach Europy Środkowo-Wschodniej. Masowy terror pociągnął za sobą tysiące ofiar, zaś tradycyjne struktury społeczne zniszczono. Powszechna stała się indoktrynacja i propaganda. Państwa komunistyczne zniszczyły własność prywatną, wprowadzając na jej miejsce centralne planowanie. Na wsiach ogłoszono kolektywizację. Proces kolektywizacji zakończono w latach 60. we wszystkich państwach komunistycznych (z wyjątkiem Polski). Po pozbyciu się ugrupowań opozycyjnych władze komunistyczne rozpoczęły walkę z kościołami różnych wyznań oraz z osobami ze świata kultury i nauki. Komuniści objęli pełną kontrolą wszystkie aspekty życia społecznego. Pomimo destalinizacji z 1956 roku totalitarne reżimy pozostały. Z czasem partie komunistyczne utrzymywały władze tylko za pomocą kontroli społeczeństwa i zastraszenia.
Narody Europy Środkowo-Wschodniej kilkakrotnie sprzeciwiały się władzom komunistycznym. 16 czerwca 1953 roku w Niemieckiej Republice Demokratycznej wybuchło powstanie robotnicze, które dzień później stłumiła Armia Sowiecka. 28 czerwca 1956 roku wybuchło powstanie w Poznaniu. Stłumione przez wojsko protesty zakończyły się śmiercią 57 uczestników. Kilka miesięcy później podobne powstanie miało miejsce na Węgrzech. Powstanie węgierskie stłumiły wojska radzieckie, które zabiły blisko 3 tys. Węgrów. 8 marca 1968 roku w Polsce wybuchły protesty studenckie, które trwały do 23 marca. W tym samym czasie w Czechosłowacji Alexander Dubček przeprowadzał reformy zmierzające do liberalizacji państwa (Praska Wiosna). 21 sierpnia 1968 roku wojska państw Układu Warszawskiego (ZSRR, Polski, NRD, Węgier i Bułgarii) zaatakowały Czechosłowację w ramach operacji „Dunaj”. Zginęło ok. 200 osób, zaś Dubčeka wywieziono do Moskwy, gdzie został zmuszony do podpisania oświadczenia, które sankcjonowało sowiecką okupację Czechosłowacji, w której od 1945 aż do 1968 nie stacjonowały wojska sowieckie. We wrześniu 1968 roku Leonid Breżniew ogłosił doktrynę, która zakładała możliwość przeprowadzenia interwencji zbrojnej w każdym z państw komunistycznych, w których zagrożony był ówczesny system.
W późniejszych latach w Polsce wybuchły trzy powstania robotnicze (1970, 1976 oraz 1980). Strajki z sierpnia 1980 roku skłoniły władzę do zaakceptowania żądań powołania niezależnych związków zawodowych.
W 1975 roku w Helsinkach odbyła się Konferencja Bezpieczeństwa i Współpracy w Europie. Wpisywała się ona w uprawianą przez część zachodnich przywódców „politykę odprężenia”, mającą na celu łagodzenie napięć między państwami z obu stron żelaznej kurtyny; jej zachodnioniemiecką odmianą była (realizowana chociażby przez Willy’ego Brandta) Ostpolitik, której istotę Egon Bahr ujął w 1963 jako „zmianę poprzez zbliżenie”. Niektórzy wskazują również integrację europejską jako czynnik powiększający przewagę systemu zachodniego nad wschodnim.
Powstały w 1980 roku Niezależny Samorządny Związek Zawodowy „Solidarność” oznaczał początek najgłębszego i ostatecznego kryzysu komunizmu. Pomimo wprowadzenia stanu wojennego 13 grudnia 1981 roku, konsekwencje wydarzeń z 1980 okazały się nieodwracalne. W Polsce powstał silny ruch oporu antykomunistycznego. Kryzys w Polsce wpłynął także na reorientację sowieckiej polityki. Od 1981 roku władze radzieckie zdawały sobie sprawę, że ceną za ocalenie Związku Sowieckiego będą przemiany w Europie Środkowo-Wschodniej. Sam ZSRR pogrążył się w kryzysie gospodarczym, który potęgował wyścig zbrojeń z USA oraz udział w wojnie w Afganistanie.
11 marca 1985 roku do władzy w ZSRR doszedł Michaił Gorbaczow, który wkrótce zainicjował politykę pieriestrojki (przebudowy) i głasnosti (jawności). Krótko po objęciu rządów zapewnił liderów innych państw komunistycznych, że Związek Radziecki nie będzie ingerował w reformy systemu. 7 grudnia 1988 roku Gorbaczow na forum Zgromadzenia Ogólnego Organizacji Narodów Zjednoczonych deklarował prawo wszystkich państw do wolnego poszukiwania własnego ustroju społeczno-politycznego. Oświadczenie przywódcy ZSRR dotyczyło także członków Układu Warszawskiego. Objęcie władzy w Związku Radzieckim przez Gorbaczowa nie było równoznaczne z wprowadzeniem przemian w funkcjonowaniu bloku wschodniego. W 30. rocznicę powstania Układu Warszawskiego (UW) w maju 1985 roku wszyscy członkowie sojuszu (Bułgaria, Czechosłowacja, Niemiecka Republika Demokratyczna, Polska, Rumunia, Węgry i Związek Socjalistycznych Republik Radzieckich) bez zastrzeżeń przedłużyli istnienie UW o kolejne 30 lat. Stopniowo pojawiały się jednak różne stanowiska sojuszników wobec pieriestrojki i głasnosti. Polska i Węgry poparły przemiany, Bułgaria zajęła stanowisko wyczekujące, zaś Czechosłowacja, NRD i Rumunia sprzeciwiały się reformom politycznym.
Można się spotkać z postrzeganiem Jesieni Narodów w kategoriach zwycięstwa amerykańskiego prezydenta Ronalda Reagana nad wrogim supermocarstwem radzieckim.

## Przebieg wydarzeń

### Polska

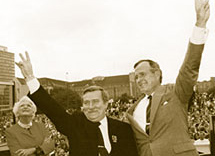
Lech Wałęsa i George H.W. Bush w lipcu 1989

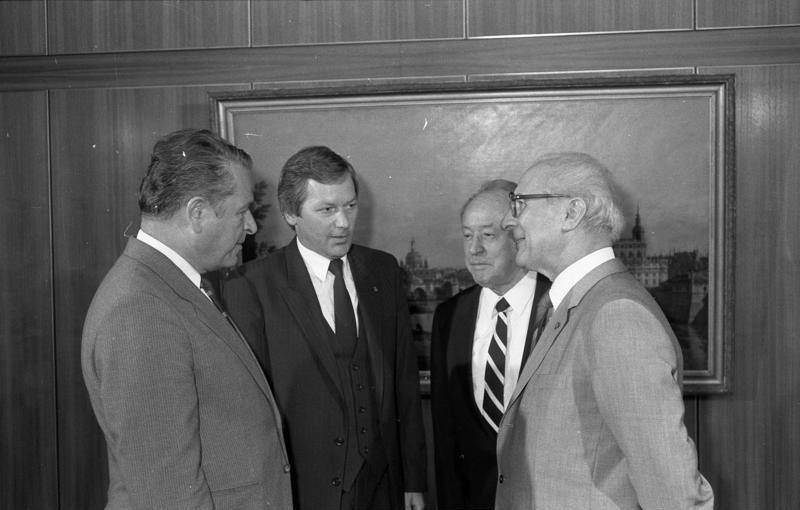
Czesław Kiszczak i przywódca NRD Erich Honecker (z prawej), 1988

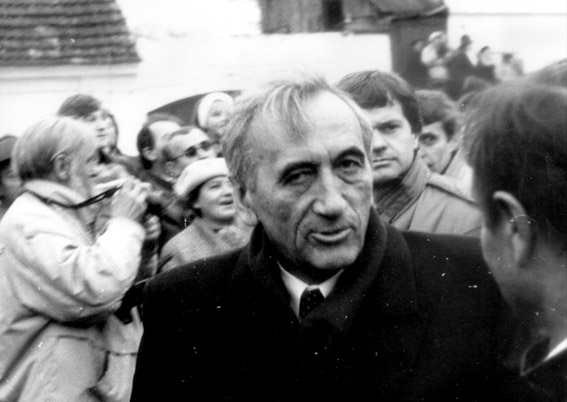
Tadeusz Mazowiecki – pierwszy niekomunistyczny premier od 1945 roku

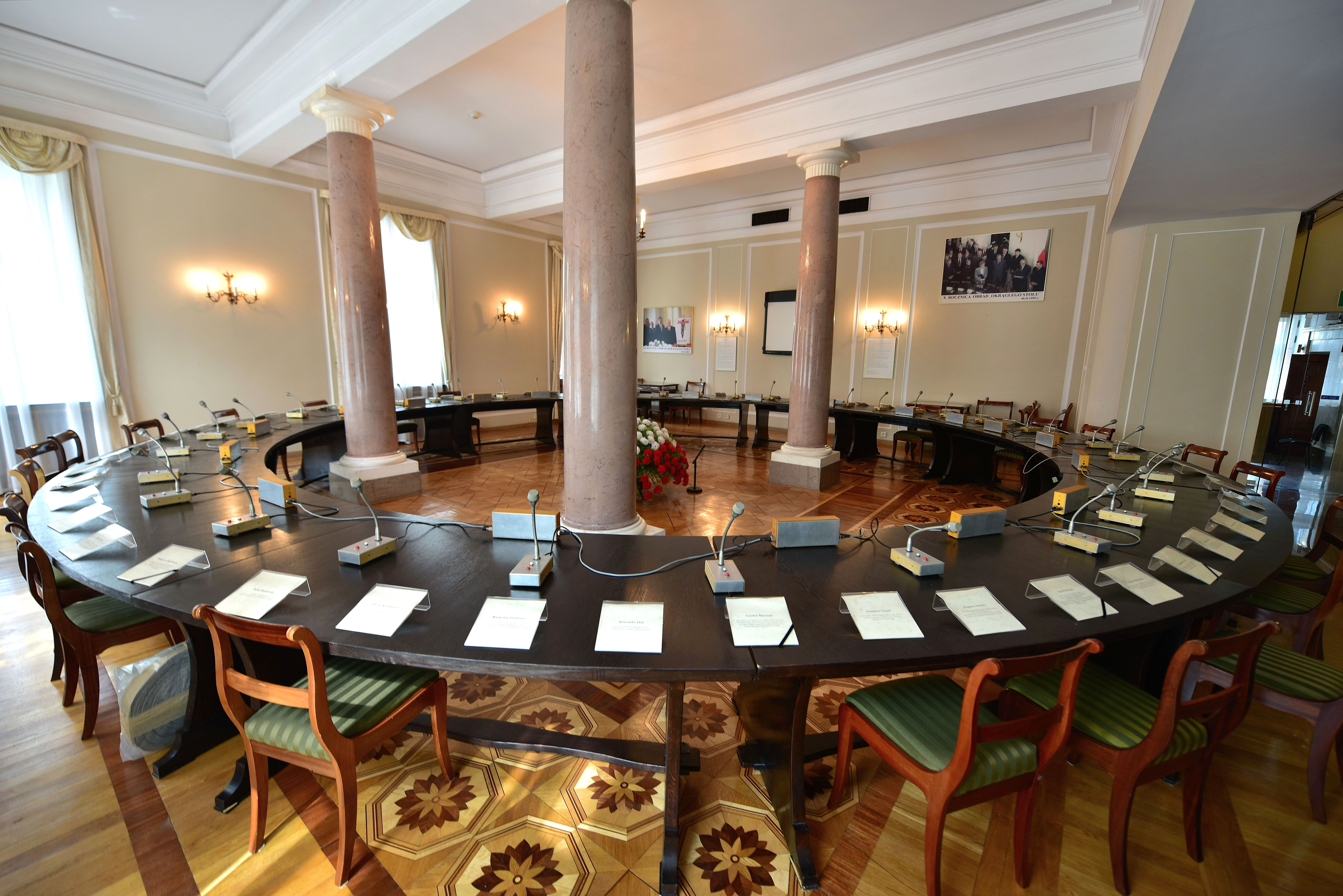
Okrągły stół eksponowany w Pałacu Prezydenckim w Warszawie

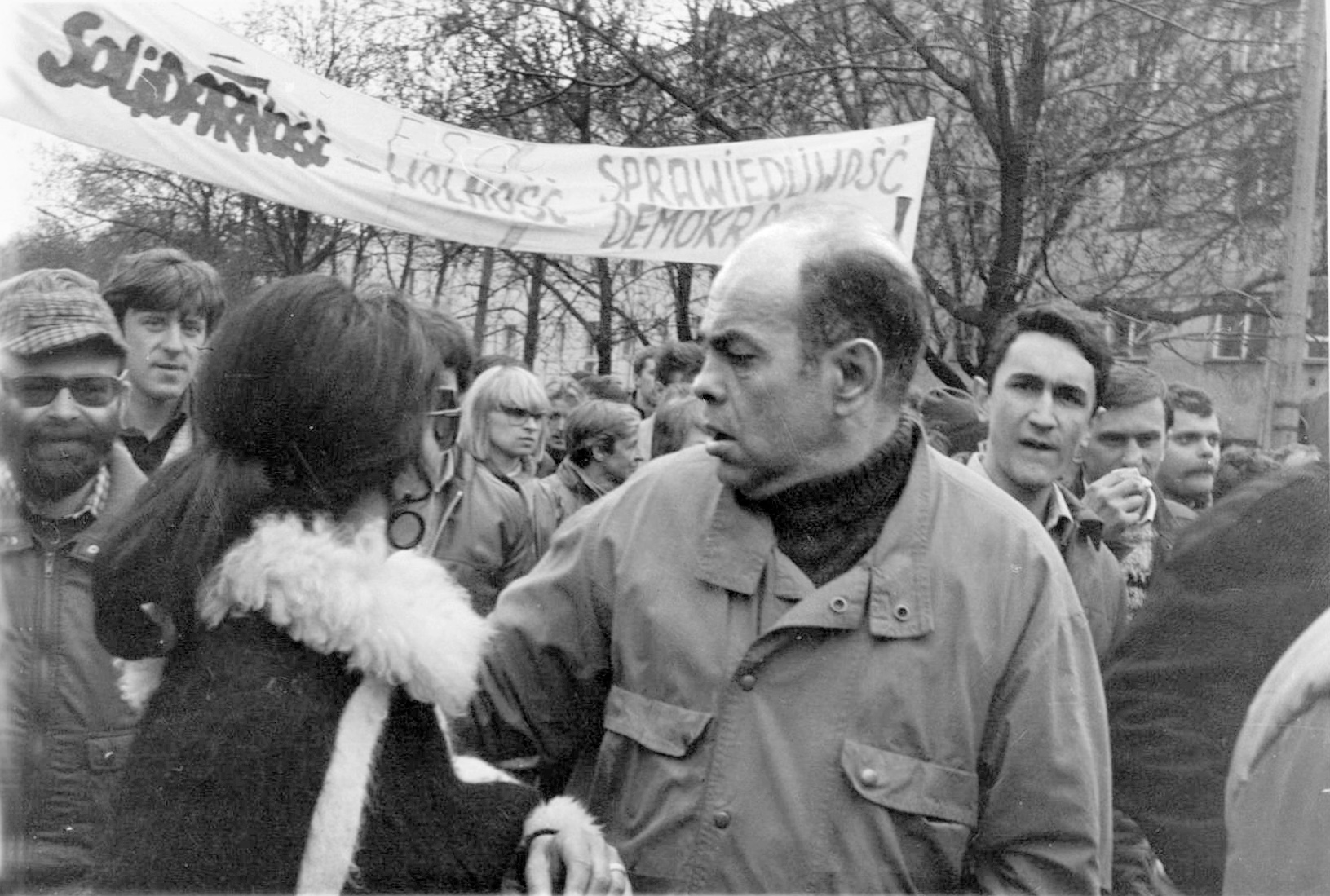
Demonstracja pierwszomajowa w 1989 z udziałem działaczy opozycji, w tym Jacka Kuronia

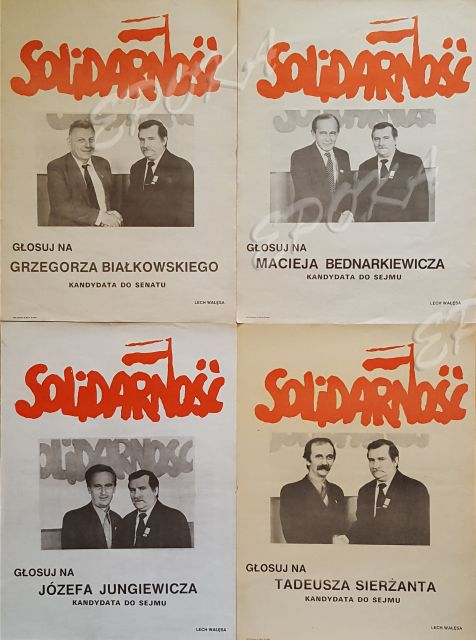
Plakaty wyborcze

Pierwszym krajem, który zdecydował się na przeprowadzenie zmian politycznych, była Polska. Pierwsze rozmowy pomiędzy władzą komunistyczną a opozycją rozpoczęły się w 1980 – nasilający się kryzys gospodarczy i społeczny skłoniły władze do ustępstw w tym do legalizacji niezależnego od partii komunistycznej związku zawodowego „Solidarność”. Impas polityczny nastąpił wraz z wprowadzeniem stanu wojennego 13 grudnia 1981. W październiku 1982 roku „Solidarność” formalnie zdelegalizowano, choć wcześniej kilku tysięcy działaczy tego związku zawodowego internowano, a wielu uczestników protestów społecznych represjonowano. Stan wojenny zniesiono 22 lipca 1983, lecz zastój w polityce trwał do 1987 roku. Po ogłoszeniu bankructwa w 1982 roku gospodarka Polski nieznacznie poprawiła się pomimo dużego spadku poziomu życia Polaków. Opozycja, pozytywnie odbierana przez Polaków, nie potrafiła skłonić społeczeństwa do systematycznych działań. Duży wpływ na sytuację w Polsce miały wydarzenia w ZSRR. W 1985 roku władzę w państwie objął Michaił Gorbaczow. Nowy sekretarz generalny KPZR zapoczątkował politykę pieriestrojki i głasnosti oraz zapowiedział wycofanie się ZSRR z tzw. doktryny Breżniewa. Gorbaczow podczas rozmów z Wojciechem Jaruzelskim sugerował, że nie będzie wtrącać się w polskie sprawy. Dało to swobodę przeprowadzenia zmian w Polsce.
W lipcu 1986 roku władze ogłosiły amnestię oraz powołały Radę Konsultacyjną, która miała stwarzać pozory dialogu ze społeczeństwem. W listopadzie 1987 roku odbyło się referendum dotyczące wprowadzenia drugiego etapu reformy gospodarczej, którego wyniki okazały się jednak nieważne. 29 września 1986 roku nielegalny (lecz jawnie funkcjonujący) Niezależny Samorządny Związek Zawodowy „Solidarność” powołał Tymczasową Radę NSZZ „Solidarność”. 25 października 1987 roku jawnie działające kierownictwo związku utworzyło Krajową Komisję Wykonawczą NSZZ „Solidarność”.
W 1988 roku wybuchły dwukrotnie strajki (wiosną i latem). W sierpniu władze zdecydowały się na wstępne rozmowy z opozycją. Z upoważnieniem episkopatu i Lecha Wałęsy podjął je Andrzej Stelmachowski. 31 sierpnia doszło do spotkania Wałęsy i Czesława Kiszczaka. Rozmowy zakończyły się fiaskiem, lecz jednocześnie ustalono nowy termin serii rozmów – 15 i 16 września. W międzyczasie Lech Wałęsa nawoływał zakłady do zakończenia strajków. 15 września spotkał się z Czesławem Kiszczakiem, zaś dzień później rozpoczęły się rozmowy w Magdalence, w których wzięło udział 25 osób. Rozpoczęto także przygotowania do obrad Okrągłego Stołu.
18 września Sejm PRL odwołał rząd Zbigniewa Messnera – 27 września nowym premierem został uchodzący za partyjnego liberała Mieczysław Rakowski. Jednym z ważniejszych działań rządu Rakowskiego było umożliwienie zakładania małych prywatnych przedsiębiorstw oraz zezwolenie na wolny handel obcymi walutami. Ustawę o wolności inicjatywy gospodarczej Sejm PRL przyjął 23 grudnia 1988 roku.
Podczas rozmów w Magdalence komuniści konsekwentnie odmawiali zgody na ponowną legalizację NSZZ „Solidarność”. 18 grudnia Lech Wałęsa powołał Komitet Obywatelski przy przewodniczącym NSZZ „Solidarność”. W jej skład weszli m.in. Bronisław Geremek, Jacek Kuroń, Tadeusz Mazowiecki, Adam Michnik. Wszyscy członkowie Komitetu Obywatelskiego byli zwolennikami porozumienia z ówczesną władzą, która w tym czasie była skłonna do ustępstw.
27 stycznia 1989 roku podczas rozmów w Magdalence oficjalnie zdecydowano się na rozpoczęcie obrad Okrągłego Stołu. Obrady w Pałacu Namiestnikowskim w Warszawie rozpoczęły się 6 lutego, a zakończyły 5 kwietnia 1989 roku. Przy stole w ramach obrad plenarnych zasiadano tylko dwukrotnie – na początku i na końcu rozmów. 452 uczestników podzielono na trzy zespoły (tzw. stoliki): gospodarki i polityki społecznej, pluralizmu związkowego i reform politycznych. Oprócz tego powołano dziewięć podzespołów: rolnictwa, górnictwa, reformy prawa i sądów, stowarzyszeń, samorządu terytorialnego, młodzieży, środków masowego przekazu, nauki, oświaty i postępu technicznego, zdrowia i ekologii.
Zasadnicze kwestie rozstrzygano podczas poufnych rozmów w Magdalence. Obok Wałęsy duży wpływ na przebieg rozmów mieli: Zbigniew Bujak, Władysław Frasyniuk, Bronisław Geremek, Jacek Kuroń, Adam Michnik i Tadeusz Mazowiecki. Władzę reprezentowali przede wszystkim: Stanisław Ciosek, Andrzej Gdula, Czesław Kiszczak, Aleksander Kwaśniewski, Janusz Reykowski oraz Wojciech Jaruzelski (chociaż formalnie nie był w składzie delegacji, miał duży wpływ na przebieg rozmów). W Magdalence znaleźli się także przedstawiciele Kościoła katolickiego: biskupi Tadeusz Gocłowski oraz Alojzy Orszulik.
Największym sukcesem rozmów przy Okrągłym Stole było doprowadzenie do wyborów parlamentarnych, które odbyły się 4 czerwca 1989 roku. Ustalono, że wszystkie mandaty w Senacie i 35% miejsc w Sejmie zostanie obsadzonych w drodze wolnych wyborów. Przyjęto, że pozostałe 65% miejsc w Sejmie przypadnie członkom PZPR i jej sojusznikom z PRON-u. Inne zmiany dokonane po rozmowach przy Okrągłym Stole to legalizacja niezależnych związków zawodowych, powołanie urzędu Prezydenta PRL, powołanie Senatu PRL oraz zapowiedzenie reform gospodarczych.
7 kwietnia Sejm PRL uchwalił poprawki do Konstytucji – wprowadzono rozdziały o powołaniu Senatu PRL (drugiej izby parlamentu) oraz ustanowiono urząd Prezydenta PRL. Tego samego dnia uchwalono nową ordynację wyborczą. NSZZ „Solidarność” zalegalizowano 17 kwietnia. 8 maja ukazał się pierwszy numer „Gazety Wyborczej” – pierwszej legalnie wydawanej niezależnej gazety w Polsce. Symbolem kampanii wyborczej stały się plakaty wyborcze, na których kandydaci na posłów i senatorów fotografowali się z Lechem Wałęsą.
Kampania wyborcza przed wyborami parlamentarnymi rozpoczęła się w kwietniu. W akcję propagandową włączyła się „Gazeta Wyborcza”, będąca wówczas oficjalną codzienną gazetą „Solidarności”. Wybory odbyły się w dwóch turach: 4 i 18 czerwca. Zakończyły się zwycięstwem „Solidarności”, która zdobyła wszystkie możliwe do obsadzenia miejsca w Sejmie oraz 99 miejsc w Senacie. Marszałkiem Sejmu został działacz ZSL Mikołaj Kozakiewicz, zaś Senatu Andrzej Stelmachowski.
19 lipca 1989 roku Zgromadzenie Narodowe wybrało na urząd prezydenta Wojciecha Jaruzelskiego. Jaruzelski zdobył 270 na 537 głosów. W sierpniu urynkowiono ceny poprzez zniesienie kontroli państwa nad cenami towarów znajdujących się w sprzedaży. Urynkowienie cen przyczyniło się do zahamowania popytu, wzrostu inflacji, spadku produkcji i zachwiania budżetu państwa.
W sierpniu 1989 roku prezydent Wojciech Jaruzelski zaproponował Czesławowi Kiszczakowi objęcie urzędu premiera, który nie był w stanie stworzyć rządu. Ze względu na obawę o spór, kogo obsadzić na urząd premiera, „Gazeta Wyborcza” w tym czasie rzuciła hasło: „Wasz prezydent, nasz premier”. 24 sierpnia 1989 roku premierem został Tadeusz Mazowiecki, który stworzył rząd oparty na koalicji „Solidarności” z ZSL i SD, a także z udziałem ministrów z PZPR (w tym w resortach siłowych). Jedną z najważniejszych osób w rządzie Mazowieckiego był Leszek Balcerowicz – wicepremier i minister finansów. Reformy gospodarcze, nazwane planem Balcerowicza, zmieniły ustrój gospodarczy kraju oraz wprowadziły gospodarkę rynkową. Plan Balcerowicza ogłoszono 17 grudnia 1989 roku, a wszedł w życie 1 stycznia 1990 roku. Pomimo pomocy technologicznej z Zachodu oraz pożyczek poziom życia spadł.
W listopadzie 1989 roku zlikwidowano ORMO. 29 grudnia Sejm przyjął poprawkę do Konstytucji, która zmieniała nazwę państwa na Rzeczpospolita Polska, usuwała zapis o przewodniej roli PZPR i o sojuszu z ZSRR. Ponadto wykreślono sformułowania o socjalizmie. Na początku 1990 roku Sejm przyjął uchwałę o przywróceniu orła w koronie jako godła państwa. 12 kwietnia zniesiono cenzurę. W 1990 roku Milicja Obywatelska przekształciła się w Policję, a Służba Bezpieczeństwa w Urząd Ochrony Państwa. W dniach 27–29 stycznia 1990 roku w Warszawie odbył się XI zjazd PZPR, który ostatniego dnia obrad zakończył się samorozwiązaniem partii.
We wrześniu 1990 roku Wojciech Jaruzelski przesłał do Sejmu projekt ustawy ustalającej sposób skrócenia kadencji prezydenta oraz wybór nowego. Projekt przewidział przeprowadzenie bezpośrednich wyborów prezydenckich. W tym samym miesiącu rozpoczęła się kampania wyborcza, która podzieliła obóz solidarnościowy. Obok Lecha Wałęsy wystawiono kandydaturę Tadeusza Mazowieckiego. Do wyborów ostatecznie przystąpili także Roman Bartoszcze (PSL), Leszek Moczulski (KPN), Włodzimierz Cimoszewicz (SdPR) i Stanisław Tymiński (kandydat niezależny). Wybory odbyły się 25 listopada – do urn poszło 61% uprawnionych do głosowania. W pierwszej turze zwyciężył Wałęsa, który zdobył 40% głosów. Drugie miejsce przypadło Tymińskiemu (23% głosów). 9 grudnia odbyła się druga tura, w której zwyciężył Wałęsa (74% głosów). Nowo wybrany prezydent stanął przed Zgromadzeniem Narodowym 22 grudnia. Po zaprzysiężeniu powiedział, że od tego momentu zaczyna się III Rzeczpospolita Polska.
W styczniu 1991 roku rząd Tadeusza Mazowieckiego podał się do dymisji – nowym premierem został Jan Krzysztof Bielecki. Rząd Bieleckiego kontynuował politykę gospodarczą Leszka Balcerowicza. Pierwsze całkowicie wolne i demokratyczne wybory do parlamentu odbyły się 27 października 1991 roku, po których powołano rząd Jana Olszewskiego.
Politycy wywodzący się z „NSZZ Solidarność” po 1989 roku podzielili się i utworzyli liczne, zróżnicowane ugrupowania polityczne (między innymi odwołujące się do tradycyjnych wartości reprezentowanych przez Kościół rzymskokatolicki lub też hołdujące liberalnym i laickim pomysłom). Podział utrwalił plan ratunkowy dla gospodarki – sama Solidarność była związana z wielkimi, nierentownymi gałęziami przemysłowymi (np. przemysłem stoczniowym i górnictwem węgla kamiennego), które miały być naprawione. Na bazie Polskiej Zjednoczonej Partii Robotniczej powstała partia Socjaldemokracja Rzeczypospolitej Polskiej, która w 1993 roku wygrała wybory parlamentarne.

### Węgry

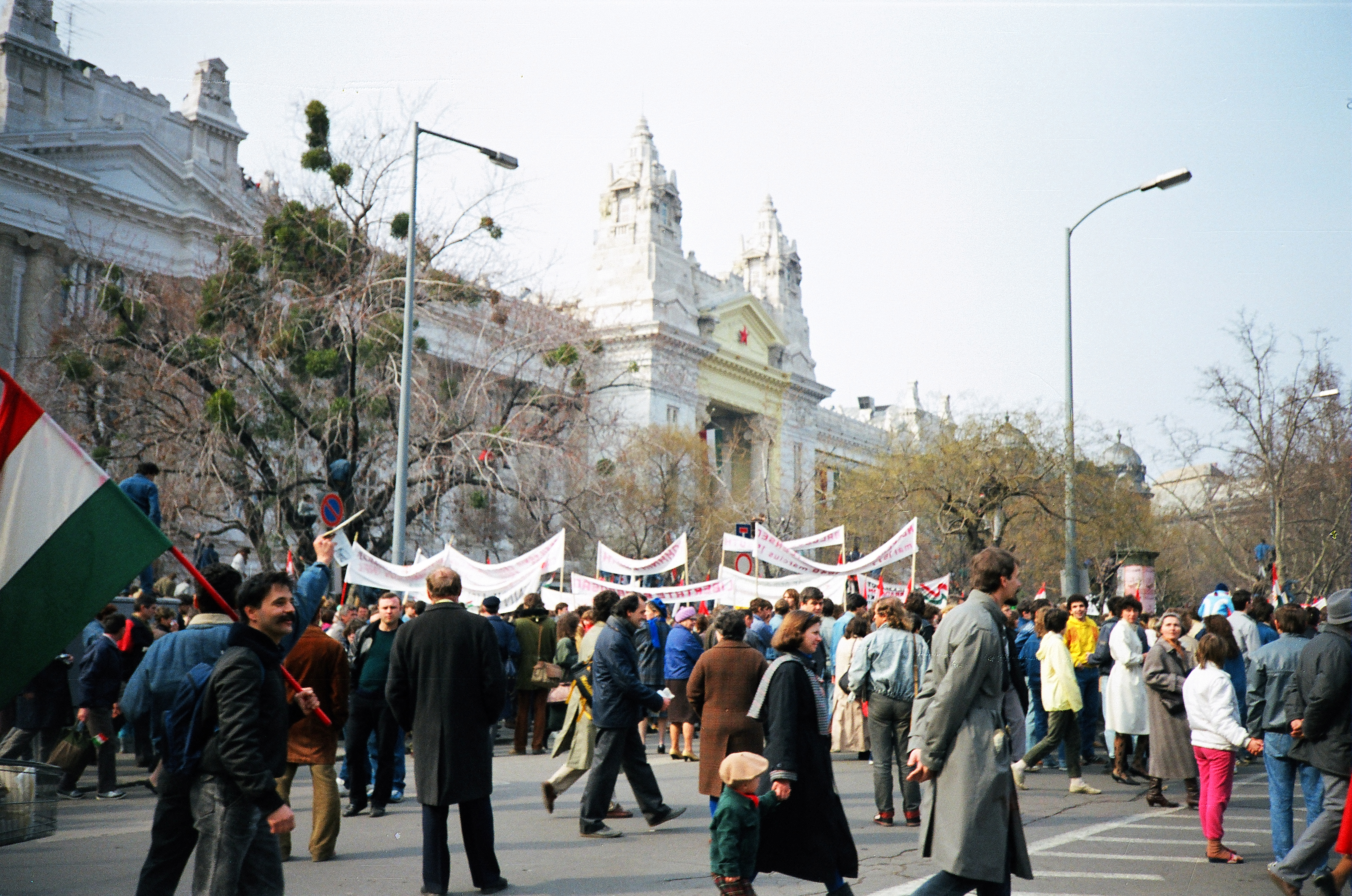
Demonstracje na Węgrzech – 15 marca 1989

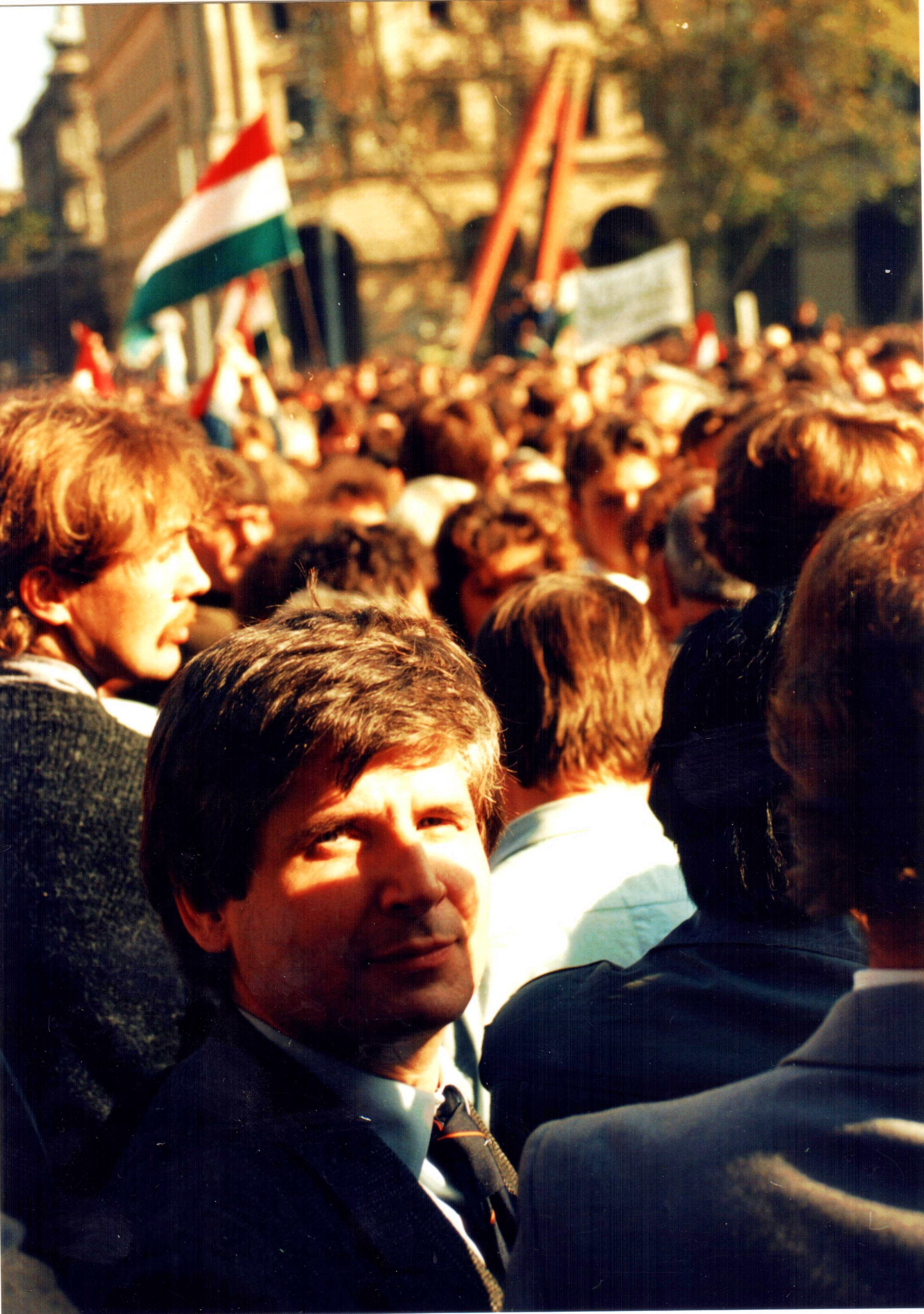
Mieszkańcy Węgier świętujący proklamowanie Republiki Węgierskiej

Ważnym wydarzeniem w historii komunistycznych Węgier było powstanie z października 1956 roku. Rząd Imre Nagya ogłosił wystąpienie z Układu Warszawskiego oraz rozpoczął demokratyzację państwa. Interwencja Związku Radzieckiego 4 listopada stłumiła nadzieję na utrzymanie tego procesu. Podczas walk zginęło prawie 3 tys. osób. Po odsunięciu od władzy Nagya władze przejął János Kádár, którego reżim rozpoczął represje wobec uczestników powstania. 229 osób stracono. Wśród zabitych znaleźli się: Imre Nagy, minister obrony narodowej Pál Maléter (dowodzący oddziałem czołgów w koszarach Kiliana, które stawiały silny opór przeciwko wkraczającej armii radzieckiej) oraz jego współpracownicy Miklos Cimes i Jozsefa Szilagy, których skazano na karę śmierci 16 czerwca 1958 roku. Reżim Kádára złagodniał przed 1968 rokiem – na Węgrzech wprowadzono liberalne regulacje w zakresie podróżowania, poszerzono zakres dyskursu politycznego, zwiększono zasięg swobód ekonomicznych, a po nieudanej kolektywizacji rolnictwa w latach 1959–1962 zezwolono rolnikom na uprawę ich własnej ziemi i sprzedaż swoich produktów. Pamięć o wydarzeniach z 1956 roku przyczyniła się do braku powstania zorganizowanej organizacji aż do drugiej połowy lat 70.; dopiero od lat 80. pojawiały się nowe grupy opozycyjne.
Polityka Gorbaczowa przyczyniła się do ożywienia kręgów reformatorskich w Węgierskiej Socjalistycznej Partii Robotniczej (MSzMP). W październiku 1987 roku powstało Węgierskie Forum Demokratyczne. Rok później w marcu powstał Związek Młodych Demokratów (który z czasem przekształcił się w Fidesz), zaś w listopadzie utworzono Związek Wolnych Demokratów. Jesienią 1988 roku rozpoczął się proces odbudowy historycznych partii opozycyjnych.
Pierwsza masowa demonstracja opozycyjna odbyła się 15 marca 1988 roku. W kolejnych miesiącach organizowano je wielokrotnie. Władza nie podejmowała jednolitych działań wobec demonstracji – niekiedy tłumiono je siłą, a niekiedy tolerowano. W czerwcu 1988 roku służby porządkowe brutalnie rozproszyły manifestantów, którzy pragnęli uczcić pamięć Nagya, zaś dwa tygodnie później władze zaakceptowały demonstrację solidarności z Węgrami prześladowanymi w Rumunii. Manifestację w rocznicę rewolucji 1956 roku stłumiła policja.
W 1988 roku rozpoczęły się zmiany w strukturach MSzMP. W wewnątrzpartyjnej rozgrywce zwyciężyli reformatorzy. W maju 1988 roku Kádár ustąpił ze stanowiska – zastąpił go Károly Grósz. W listopadzie 1988 roku premierem został Miklós Németh. Nowe kierownictwo rozpoczęło zmiany systemu politycznego. 11 lutego 1989 roku MSzMP zaakceptowała odbudowę systemu wielopartyjnego, zaś ocena wydarzeń z 1956 roku zmieniła się.
22 marca 1989 roku główne ugrupowania opozycyjne skoordynowały swoje działania. Okrągły Stół Opozycji wypracował wspólne stanowisko w najważniejszych kwestiach. Na początku kwietnia MSzMP próbowała rozpocząć oddzielne negocjacje z wybranymi ugrupowaniami, do których nie doszło. 13 czerwca rozpoczęły się obrady Trójkątnego Stołu, w których wzięli udział komuniści, opozycja oraz organizacje społeczne i związki zawodowe. 16 czerwca w Budapeszcie odbył się oficjalny pogrzeb Imre Nagya, który zgromadził ćwierć miliona Węgrów. Formalne zrehabilitowanie zamordowanego polityka nastąpiło 6 lipca. Tego samego dnia zmarł János Kádár.
Od maja 1989 likwidowano zasieki na granicy z Austrią. Pod koniec czerwca otwarto granice, które pozwoliły wielu obywatelom NRD uciec do RFN przez Węgry. Całkowite otwarcie granic nastąpiło we wrześniu.
18 września zakończyły się rozmowy przy Trójkątnym Stole. Najważniejszym elementem podpisanego porozumienia była zapowiedź przeprowadzenia wolnych wyborów parlamentarnych. Część kwestii (wybór prezydenta, losy majątku partii komunistycznej) nie zostały rozstrzygnięte. 7 października MSzMP rozwiązała się; na jej bazie powstała Węgierska Partia Socjalistyczna (MSzP) oraz Stowarzyszenie Jánosa Kádára. 23 października zmieniono nazwę państwa, „Węgierską Republikę Ludową” zastąpiono „Republiką Węgierską”. 26 listopada odbyło się referendum, które miało rozwiązać sporne kwestie z Trójkątnego Stołu.
25 marca 1990 roku na Węgrzech odbyły się pierwsze w Europie Środkowo-Wschodniej wolne wybory parlamentarne, w których zwyciężyło opozycyjne Węgierskie Forum Demokratyczne (MDF; 42,7%), które otrzymało 165 z 386 miejsc w Zgromadzeniu Narodowym. W drugiej turze wyborów wspólnie z MDF wystartowały dwie partie: Niezależna Partia Drobnych Rolników (FKgP) i Chrześcijańsko-Demokratyczna Partia Ludowa (21 mandatów). 23,8% głosów i 92 mandaty otrzymał Liberalny Związek Wolnych Demokratów (SzDsz), a 8,5% głosów i 33 mandaty przypadły Węgierskiej Partii Socjalistycznej. Nowym premierem został József Antall, zaś Árpád Göncz objął urząd prezydenta.
Po wyborach parlamentarnych koalicja MDF, FKgP i KDNP rozpoczęła reformy gospodarcze, które doprowadziły do spadku bezrobocia i inflacji. W 1991 roku inflacja wyniosła 35%, podczas gdy w 1992 zmalała do 23%. W grudniu 1992 roku bezrobocie wyniosło 12,2%. W marcu 1992 roku Trybunał Konstytucyjny wykluczył możliwość wprowadzenia z mocą wsteczną legislacji przeciwko osobom odpowiedzialnym za zbrodnie w okresie komunistycznym. Pod koniec września 1993 roku ten sam organ uznał, że powstanie w 1956 roku miało znamiona „wojny”.
Kontrowersje na tle wolności mediów (w czerwcu 1992 roku pomiędzy rządem a prezydentem Arpadem Gonczem i opozycją wybuch konflikt podczas prac nad ustawą regulującą działalność mediów elektronicznych, która według przeciwników ustawy miała zalegalizować upartyjnienie telewizji), rodzące się w społeczeństwie przeświadczenie o narastaniu skrajnie prawicowych nastrojów i skandal finansowy w 1993 roku przełożyły się na wzrost poparcia dla MSzP, która w 1994 roku wygrała wybory parlamentarne. Węgry stały się po drodze drugim państwem, gdzie po pierwszych latach transformacji ustrojowej władzę objęli postkomuniści.

### Bułgaria
Od 1954 roku władzę w Bułgarii sprawował Todor Żiwkow, przewodniczący Bułgarskiej Partii Komunistycznej (BKP). Żiwkow umiejętnie dostosował się do zmian kursu politycznego w ZSRR. Największa współpraca Bułgarii i Związku Radzieckiego przypadła za rządów Breżniewa, kiedy to Żiwkow zaproponował przyłączenie Bułgarii do ZSRR. Działalność opozycji nie rozwijała się – w połowie lat 70. reżim stłumił próby powołania ruchu obywatelskiego, wzorującego się na czechosłowackiej Karcie 77. Na początku lat 80. pojawiły się problemy gospodarcze, wynikające z wzrostu cen energii, technologicznego zapóźnienia oraz zmniejszenia radzieckich dostaw ropy naftowej i kapitału inwestycyjnego. Zorganizowany opór przeciwko komunistom pojawił się w połowie lat 80., kiedy to rozpoczęto politykę przymusowej bułgaryzacji Turków.
W 1988 roku powstały pierwsze organizacje opozycyjne. W styczniu zawiązano Niezależne Stowarzyszenie Ochrony Praw Człowieka, w marcu Niezależny Komitet Ochrony Ekologicznej Ruse, zaś w listopadzie Klub Poparcia Jawności i Przebudowy skupiający opozycję i liberalnych bułgarskich komunistów. W lutym 1989 roku powstała Niezależna Federacja Pracy „Podkrepa”, zaś intelektualiści bułgarscy wystosowali pierwszy od wielu lat list protestacyjny w ramach solidarności z więzionym w Czechosłowacji Václavem Havlem. W 1989 roku powstały nowe ugrupowania opozycyjne (m.in. ekologiczna „Ekogłasnost”, prawosławny Komitet Obrony Praw Religijnych, Komitet 273 dokumentujący naruszanie praw człowieka oraz bułgarska sekcja Komitetu Helsińskiego).
Na początku 1989 roku Żiwkow nasilił politykę antyturecką, która przyczyniła się do emigracji ponad 300 tys. bułgarskich Turków i doprowadziła do rozruchów. We wrześniu ogłoszono rehabilitację ofiar okresu stalinowskiego. Na przełomie października i listopada w Sofii odbyła się międzynarodowa konferencja „Ekoforum”, która pozwoliła opozycjonistom zaktywizować swoją działalność i zwrócić się o wsparcie do Zachodu.
10 listopada Żiwkowa usunięto z przywództwa BKP i oskarżono go o podżeganie do waśni etnicznych, niegospodarność i korupcję. Żiwkow stał się kozłem ofiarnym, odpowiedzialnym za wszystkie problemy Bułgarii. Nowym pierwszym sekretarzem został Petyr Mładenow, który tydzień później objął obowiązki głowy państwa. 18 listopada w Sofii odbyła się pierwsza z serii demonstracji, która nawoływała do demokratyzacji Bułgarii i przeprowadzenia wolnych wyborów. Rozproszone ugrupowania opozycyjne połączyły się 7 grudnia w Związek Sił Demokratycznych (SDS). Na skutek demonstracji władze ogłosiły 15 grudnia amnestię, a 29 grudnia zniosły przepisy prawne dyskryminujące mniejszość turecką.
Rozmowy między BKP a SDS rozpoczęły się 3 stycznia 1990 roku. 15 stycznia zniesiono zapis w konstytucji, gwarantujący „przewodnią rolę” partii komunistycznej. Pod koniec stycznia aresztowano Żiwkowa. Bułgarska Partia Komunistyczna w kwietniu 1990 roku zmieniła nazwę na Bułgarską Partię Socjalistyczną (BPS). 10 i 17 czerwca 1990 roku odbyły się wybory parlamentarne, które wygrała BPS (partia zdobyła 211 miejsc w 400-osobowym parlamencie) – Związek Sił Demokratycznych uzyskał 144 mandaty, a reprezentujący muzułmańską mniejszość Ruch na rzecz Praw i Swobód (DPS) – 23. 1 sierpnia parlament wybrał na prezydenta lidera opozycji Żelu Żelewa. W przeciwieństwie do Polski, Czechosłowacji i Węgier w Bułgarii pierwsze demokratyczne wybory wygrali komuniści (którzy nie zdobyli dwóch trzecich miejsc w parlamencie wymaganych do zmian w konstytucji). Aby zademonstrować dobrą wolę wobec Międzynarodowego Funduszu Walutowego Bułgaria przeprowadziła reformy ekonomiczne, zanim otrzymała wskazówki od MFW. Transformacja gospodarcza doprowadziła do wzrostu cen i pogorszenia sytuacji gospodarczej, która przełożyła się na wzrost poparcia dla SDS.
W 1990 roku władze pozwoliły Turkom posługiwać się ich rodowymi, islamskimi nazwiskami. Pod koniec 1991 roku wprowadzono język turecki do szkół, które znajdowały się na terenach zamieszkanych przez mniejszość turecką.
Pod wpływem masowego czterodniowego strajku (zorganizowanego przez Konfederacje Związków Zawodowych Podkrepa) doprowadziło do dymisji rządu i powołania nowego, w którym zasiedli przedstawiciele BSP, SDS, Partii Agrarnej (BAPU) i czterech ministrów niezależnych. Gabinet ten kontynuował reformy gospodarcze na założeniach MFW. W lutym 1991 roku zniesiono kontrolę cen. W lipcu 1991 roku uchwalono nową konstytucję. W tym samym roku odbyły się wybory parlamentarne, które wygrał SDS (34,4% głosów, 110 mandatów). BSP uzyskała 106 mandatów, a DPS 24. W 1994 roku spadło tempo prywatyzacji gospodarki – wybory parlamentarne wygrała BPS, zdobywając 124 na 240 mandatów (43,5% głosów).

### Niemiecka Republika Demokratyczna

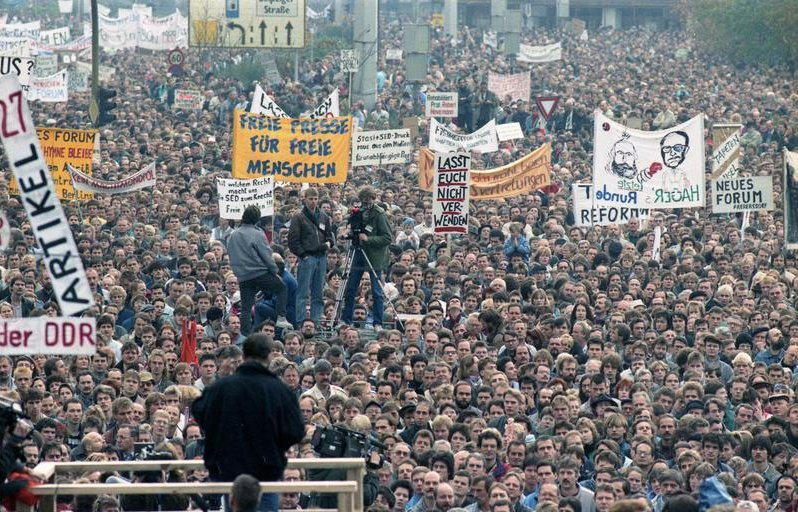
Manifestacja w Berlinie – 4 listopada 1989

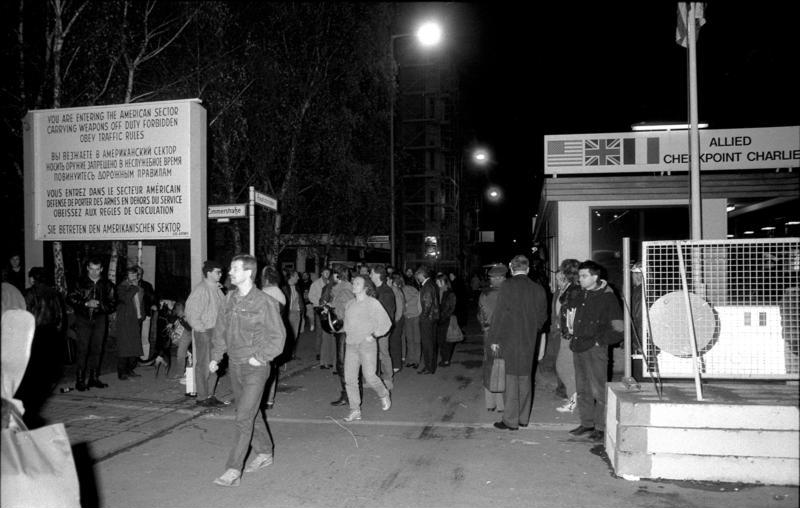
Obywatele NRD przekraczający granicę przez Checkpoint Charlie, 10 listopada 1989

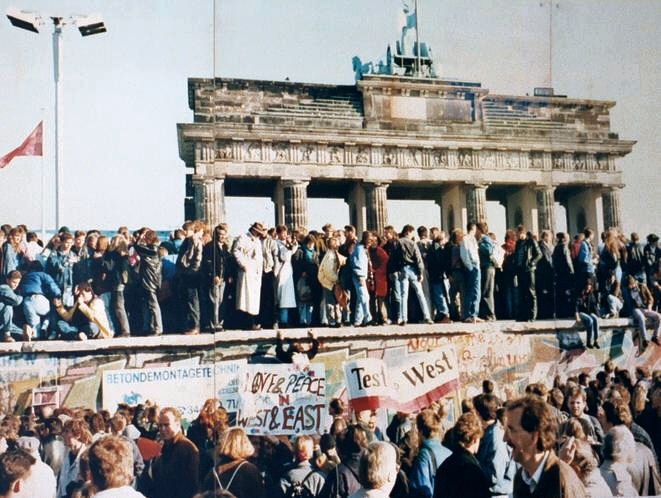
Upadek Muru Berlińskiego

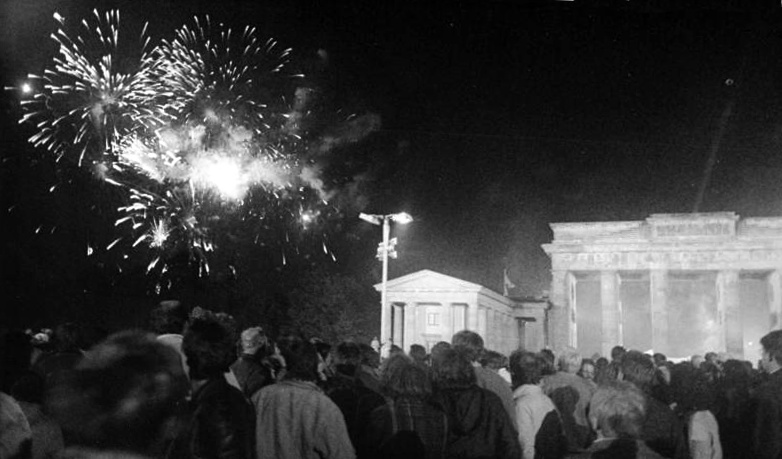
Fajerwerki nad Bramą Brandenburską z okazji zjednoczenia Niemiec, 3 października 1990 roku

17 stycznia 1988 roku w Berlinie próbowano zorganizować manifestację przeciwko polityce Socjalistycznej Partii Jedności Niemiec (SED); próba ta zakończyła się niepowodzeniem. W 1989 roku w NRD zaczęły organizować się ruchy opozycyjne. W styczniu i marcu w Lipsku wybuchły manifestacje przeciwko systemowi komunistycznemu. 7 maja 1989 roku odbyły się wybory komunalne – według oficjalnych wyników wybory wygrała SED, zdobywając 99% poparcia. Wyników nie uznała opozycja, która prowadziła niezależne szacunki frekwencji. Kolejne manifestacje (w Berlinie i Lipsku) wybuchły w czerwcu po masakrze studentów na Placu Niebiańskiego Spokoju.
Pod koniec czerwca Węgry otworzyły granicę z Austrią – w efekcie około 25 tys. mieszkańców NRD uciekło do Niemiec Zachodnich przez Węgry. Masowe wyjazdy skłoniły Honeckera do wydania zakazu wyjazdów na Węgry, co doprowadziło do wybuchu protestów i demonstracji (zwłaszcza w Lipsku). W wyniku porozumień pomiędzy NRD a RFN i Czechosłowacją, do Niemiec Zachodnich wyjechało kolejnych około 7600 obywateli Wschodnich Niemiec. Jesienią wielu obywateli NRD okupowało ambasady państw zachodnich w Budapeszcie, Pradze, Sofii i Warszawie, domagając się azylu politycznego.
Przemiany polityczne w Europie Środkowo-Wschodniej ożywiły opozycję. Pojawiły się nowe organizacje domagające się demokratyzacji państwa (m.in. Demokratyczny Przełom, Demokracja Teraz, Neues Forum). Od września w kościele św. Mikołaja w Lipsku odprawiano nabożeństwa w intencji pokoju. Z każdym tygodniem coraz więcej osób uczestniczyło w modlitwach oraz w manifestacjach po ich zakończeniu. 2 października w Lipsku odbyła się manifestacja gromadząca 20 tys. ludzi. 7 października przypadła 40. rocznica powstania państwa; po tym dniu praktycznie codziennie organizowano manifestacje przeciwko SED.
17 października protesty społeczne i exodus obywateli NRD skłoniły Biuro Polityczne KC SED do odwołania Ericha Honeckera i jego najbliższych współpracowników. Decydujące znaczenie miała tutaj odmowa kierownictwa ZSRR i Michaiła Gorbaczowa do zdławienia oporu mieszkańców za pomocą siły. Nowym pierwszym sekretarzem został Egon Krenz, który 27 października objął także funkcję przewodniczącego Rady Państwa. Zmianom personalnym nie towarzyszyły zdecydowane reformy polityczne i gospodarcze. 4 listopada w Berlinie odbyła się manifestacja, która zgromadziła 700 tys. uczestników. Dzień później Hans Modrow został premierem, zaś Neues Forum zostało zalegalizowane.
9 listopada przyjęto projekt rozporządzenia wprowadzającego swobodę emigracji do RFN. Na skutek nieprecyzyjnych informacji przekazanych na konferencji prasowej przez Güntera Schabowskiego, pod naporem tłumu, w nocy 9 listopada otworzono granice. W tym samym czasie tysiące berlińczyków zaczęło burzyć mur. W ciągu kilku dni granicę z Berlinem przekroczyło 4 mln mieszkańców Niemiec Wschodnich. Rozmowy Socjalistycznej Partii Jedności Niemiec i opozycji rozpoczęły się 7 grudnia, a zakończyły 12 marca 1990 roku.
Pod koniec 1989 roku kanclerz RFN, Helmut Kohl, zaproponował dziesięciopunktowy plan przywrócenia jedności Niemiec. Zjednoczenie Niemiec cieszyło się dużą popularnością w społeczeństwie, zaś SED oraz opozycja wypowiadały się o planie negatywnie. 18 marca 1990 roku przeprowadzono wybory parlamentarne. Głosowanie wygrała Unia Chrześcijańsko-Demokratyczna (CDU) z wynikiem 48% głosów. Po wyborach rozpoczęto negocjacje na temat warunków połączenia obu państw. 5 maja w Bonn rozpoczęła się pierwsza tura rozmów dotyczących integracji Niemiec (tzw. konferencja dwa plus cztery), w której uczestniczyli ministrowie NRD, RFN, USA, ZSRR, Wielkiej Brytanii i Francji. Kolejne negocjacje odbyły się w Berlinie (22 czerwca) i w Paryżu (17 lipca). Za przywróceniem jedności Niemiec opowiedzieli się: prezydent George H.W. Bush, szef personelu Białego Domu James Baker oraz przywódcy państw bloku wschodniego. Czechosłowacja, Polska i Węgry widziały możliwość przynależności zjednoczonych Niemiec w NATO. Przeciwne stanowisko miał Związek Radziecki, który sugerował przyjęcie przez Niemcy statusu państwa neutralnego. Według Wielkiej Brytanii i Francji proces integracji przebiegał zbyt szybko. 21 czerwca Bundestag oraz Izba Ludowa NRD uznały ostateczny charakter zachodniej granicy Polski. Traktat o zjednoczeniu podpisano 31 sierpnia. 12 września w Moskwie podpisano układ, który usankcjonował ustalenia oraz zniósł prawa i obowiązki czterech mocarstw wobec Niemiec. 3 października 1990 roku oba państwa zjednoczyły się, a 2 grudnia 1990 roku odbyły się wybory do Bundestagu, które wygrała CDU.

### Czechosłowacja

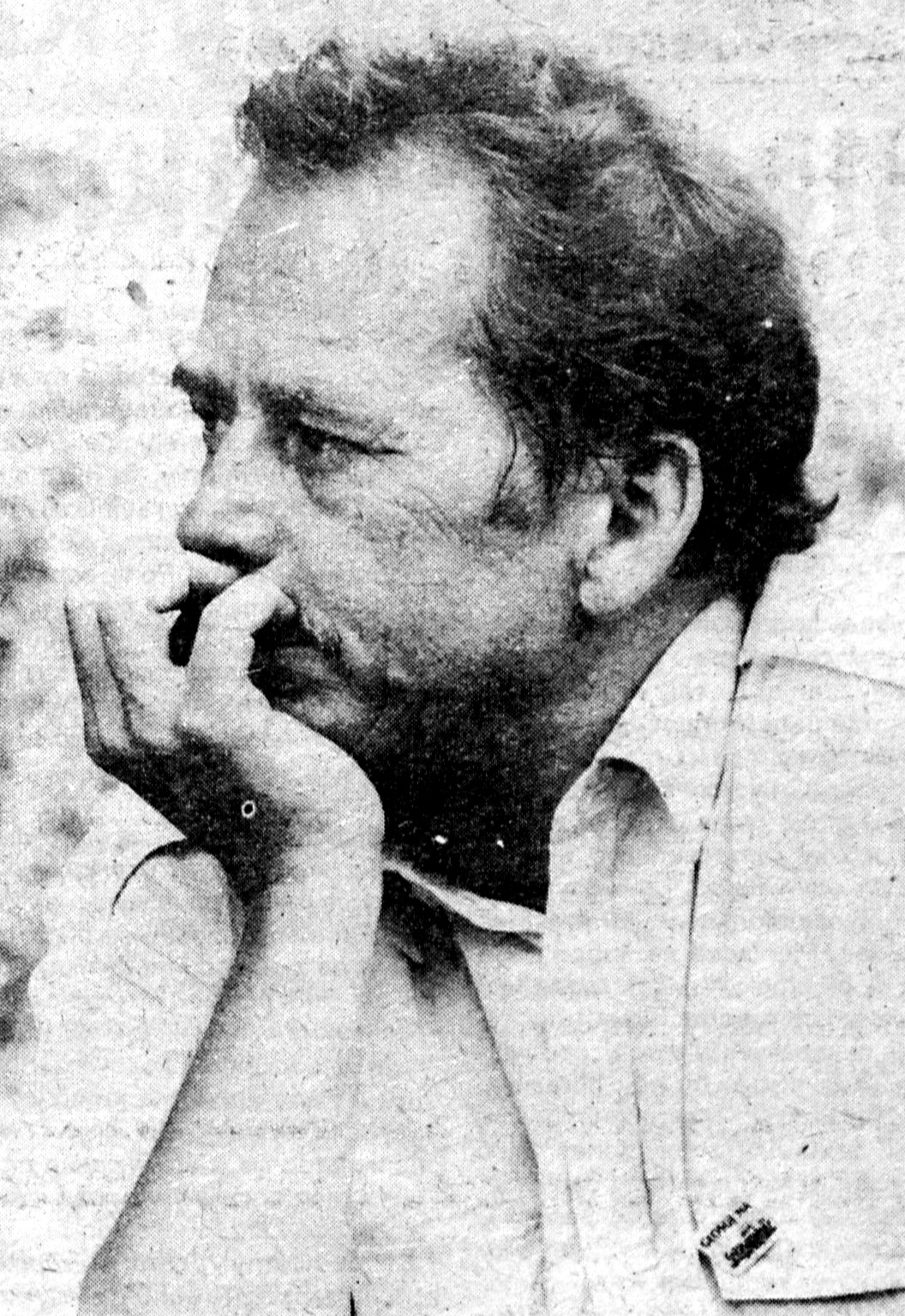
Václav Havel ze znaczkiem „Solidarności”

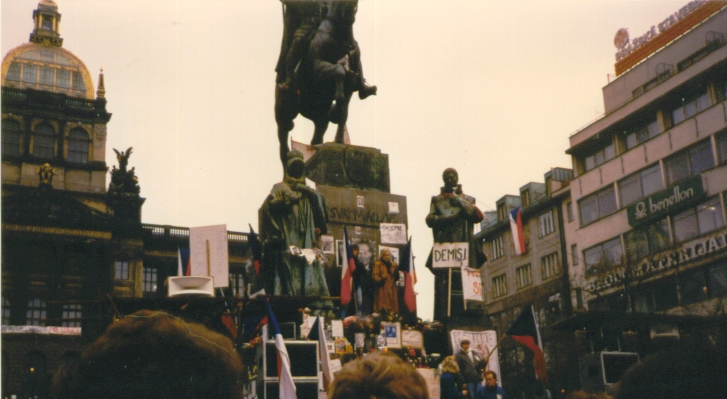
Protesty na Placu Wacława – 17 listopada 1989

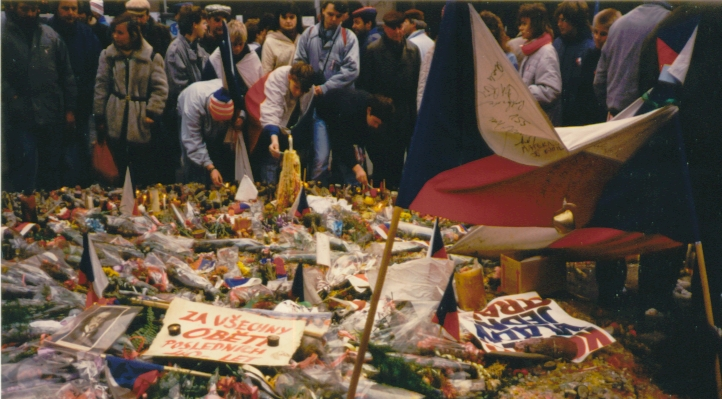
Składanie kwiatów i wieńców – 17 listopada 1989

Po Praskiej Wiośnie z 1968 roku sytuacja polityczna w Czechosłowacji uległa „normalizacji”. Komuniści (z Gustávem Husákiem na czele) przywrócili kontrolę nad wszystkimi dziedzinami życia. Na początku lat 70. władze zaproponowały społeczeństwu swoistą umowę – za wyrzeczenie się marzeń o wolności władza miała zapewnić stosunkowo wysoki standard życia. Dodatkowo władze przymykały oko na istnienie rozbudowanej szarej strefy, która była dla wielu obywateli alternatywnym źródłem dochodów oraz źródłem zaopatrzenia w artykuły konsumpcyjne. Zorganizowana opozycja zaczęła się uaktywniać w połowie lat 70. Rozwijała się alternatywna kultura, skupiona wokół sygnatariuszy Karty 77 i Komitetu Obrony Niesłusznie Prześladowanych (VONS). Najsłynniejszym sygnatariuszem Karty 77 był czeski pisarz i dramaturg Václav Havel, który w więzieniu pisał teksty krytykujące reżim komunistyczny. Kartę 77 podpisało 242 osób, zaś do 1989 roku zebrano łącznie 1898 podpisów. Na emigracji działali Milan Kundera oraz Josef Škvorecký. Nasilające się represje na przełomie lat 70. i 80. społeczeństwo odbierało obojętnie. Duże nadzieje na zmiany polityczne przyniosło narodzenie NSZZ „Solidarność” w Polsce. Pewien wpływ na to miały kontakty opozycjonistów z obu państw w 1978 roku. W 1981 roku powstała Solidarność Polsko-Czesko-Słowacka. Wprowadzenie stanu wojennego w Polsce odebrano w Czechosłowacji również obojętnie.
W połowie lat 70. w Czechosłowacji pojawiły się problemy gospodarcze, wynikające z wzrostu ceny i deficytu nośników energii. Błędna polityka przemysłowa pogorszyła sytuację (w 1981 roku nie ukończono budowy ok. 30 tys. przedsiębiorstw przemysłowych). Braki w zaopatrzeniu zmusiły władzę do redukcji nakładów inwestycyjnych, które zapobiegłyby wybuchowi niepokojów społecznych i wzrostu inflacji. W 1987 roku odsunięto od władzy Husáka – nowym sekretarzem generalnym Komunistycznej Partii Czechosłowacji został Miloš Jakeš.
Ożywienie działań opozycyjnych przyniósł 1988 rok. Powstały wówczas nowe grupy społeczne (m.in.: Czechosłowacki Komitet Helsiński, „Czeskie dzieci”, Inicjatywa Demokratyczna, Klucz na rzecz Socjalistycznej Przebudowy „Odnowa”, Niezależne Stowarzyszenie pokojowe – Inicjatywa na rzecz Demilitaryzacji Społeczeństwa, Pokojowy Klub im. Johna Lennona, Ruch na rzecz Wolności Obywatelskiej). Nowe organizacje skupiały różnorodne środowiska, które miały jeden cel: przełamanie marazmu i ożywienie społeczeństwa. Wielu czechosłowackich opozycjonistów przyjęło z optymizmem wydarzenia polityczne w Polsce i na Węgrzech. Większość inicjatyw politycznych powstała w czeskiej części państwa. Opozycja na Słowacji była znacznie słabsza. Tam dużą aktywność wykazywały podziemne struktury Kościoła katolickiego. Katolickim aktywistom udało się wezwać mieszkańców Bratysławy do udziału w milczącej manifestacji na rzecz swobód religijnych. 25 marca 1988 roku kilka tysięcy osób zebrało się w centrum miasta, modląc się i trzymając zapalone świece. Kolejne manifestacje odbyły się w Pradze – 21 sierpnia (podczas 20. rocznicy inwazji wojsk Układu Warszawskiego) oraz 28 października (w dniu przedwojennego święta narodowego Czechosłowacji). Obie manifestacje brutalnie rozproszono, a setki osób zatrzymano.
W styczniu 1989 roku przypadła 20. rocznica śmierci Jana Palacha – studenta ekonomii i historii, który dokonał samospalenia w proteście przeciwko zdławieniu Praskiej Wiosny. Na wezwanie opozycji tysiące mieszkańców Pragi manifestowało przez kilka dni. Kilkudniowe protesty nazwano „tygodniem Palacha” (15–21 stycznia). Organizatorów demonstracji skazano na kary kilku miesięcy więzienia. Wkrótce kilkaset osób z czechosłowackiego świata kultury podpisało się pod otwartym protestem.
Choć wzrosła aktywność opozycji, nie następował przełom w nastrojach społecznych. Na początku 1989 roku na Karcie 77 podpisało się 40 tysięcy osób. Manifestacje z 21 sierpnia i 28 października nie przybrały szerszego wymiaru niż manifestacje z 1988 roku. Wydawało się, że system komunistyczny w Czechosłowacji utrzyma się pomimo przemian politycznych w Polsce, na Węgrzech oraz rozpoczęcia pokojowej rewolucji w Niemieckiej Republice Demokratycznej.
Na początku listopada we Wrocławiu odbył się Przegląd Czechosłowackiej Kultury Niezależnej, podczas których tysiące młodych Czechów spotkało się z zakazanymi w kraju emigracyjnymi artystami. Po latach Václav Havel stwierdził, że przegląd był „uwerturą do aksamitnej rewolucji”.
17 listopada 1989 roku zorganizowano wówczas legalną uroczystość upamiętniającą studencki protest przeciwko niemieckim okupantom, który zakończył się zamknięciem uczelni i egzekucją przywódców buntu. W obchodach wzięło udział kilkadziesiąt tysięcy osób, zaś sama uroczystość przerodziła się w antykomunistyczną manifestację. Podczas starć ze służbami porządkowymi pobito kilkaset osób, zaś setki młodych trafiło do aresztu. Wśród uczestników manifestacji rozeszła się pogłoska o śmiertelnej ofierze.
18 listopada studenci ogłosili tygodniowy strajk. Domagali się ukarania winnych brutalnej pacyfikacji, podjęcia przez władzę negocjacji ze społeczeństwem, ustąpienia dotychczasowych władz. Ponadto manifestanci wezwali społeczeństwo do strajku generalnego. Protest szybko wyszedł poza Pragę. Kolejna manifestacja miała miejsce 19 listopada. Tego dnia powstał studencki komitet koordynacyjny oraz Forum Obywatelskie (OF). Liderem OF został Havel. 20 listopada w Bratysławie powstał słowacki odpowiednik OF – Społeczeństwo przeciw Przemocy (VPN). Międzyczasie na placu Wacława manifestowało 200 tysięcy osób, a w Brnie kolejne 40 tys. Mniejsze zgromadzenia odbyły się w Bratysławie oraz Ostrawie.
21 listopada premier Ladislav Adamec przyjął przedstawicieli OF, jednak wyraźnie zaznaczył, że przedmiotem negocjacji nie może być zmiana prezydenta (Gustáva Husáka) ani zmiana ustroju politycznego. W tej sytuacji doszło do nowych manifestacji, zaś opozycja poparła apel studentów o wzięcie udziału w dwugodzinnym strajku generalnym, który odbył się 27 listopada. Wkrótce bunt przeciwko reżimowi komunistycznemu dotarł do telewizji.
24 listopada zebrało się plenum Komitetu Centralnego Komunistycznej Partii Czechosłowacji (KSČ), podczas którego całe kierownictwo partii (w tym sekretarz generalny partii Miloš Jakeš) ustąpiło. Nowym sekretarzem generalnym KSČ został Karel Urbánek. KSČ wyraziła gotowość do przeprowadzenia zmian politycznych, gospodarczych i społecznych. 25 listopada delegacje z całej Czechosłowacji przybyły do Pragi na manifestację Forum Obywatelskiego. Według szacunków do stolicy Czechosłowacji przybyło 800 tys. ludzi. Relację z protestów prowadziła na żywo telewizja. Do przybyłych przemawiali m.in. lider Praskiej Wiosny Alexander Dubček i Václav Havel. Oceniono, że zmiany KSČ nie są wystarczające, oraz wezwano do kolejnych protestów. Wieczorem w telewizji wystąpił Karel Urbánek, który wygłosił apel o budowę „socjalizmu bez błędów”. Tego samego dnia Adamec zapowiedział amnestię oraz podjęcie rozmów z FO. Późnym wieczorem telewizja nadała wypowiedź Havla.
Rozmowy pomiędzy delegacją rządową a przedstawicielami OF odbyły się 26 listopada. Opozycjoniści powtórzyli swoje żądania. Obie strony postanowiły wznowić rozmowy po strajku generalnym. Podczas kolejnej manifestacji próbował przemówić premier Adamec. Podczas wspominania swoich obaw związanych ze strajkiem, pół miliona ludzi zaczęło skandować „dymisja, dymisja!”. Obok okrzyków uczestnicy protestów dzwonili kluczami, które stały się znakiem rozpoznawczym listopadowych protestów.
27 listopada o godzinie 12 rozpoczął się strajk generalny, który przebiegał pod hasłami „dość rządów jednej partii” oraz „wolne wybory”. Miliony ludzi uczestniczyło w wiecach i manifestacjach. 28 listopada odbyły się nowe rozmowy pomiędzy rządem a opozycją – dysponujący poczuciem ogromnej siły Havel przedstawił nowe żądania, w tym dymisję rządu oraz poprawki w konstytucji. Władze odrzuciły część żądań (w tym dymisję prezydenta i premiera). W tej sytuacji studenci przedłużyli strajk do 3 grudnia.
29 listopada Zgromadzenie Federalne usunęło z konstytucji zapisy o przewodniej roli partii oraz powołało komisję badającą przebieg wydarzeń z 17 listopada. 3 grudnia doszło do zmian politycznych w rządzie. Pod wpływem groźby kolejnego strajku generalnego 29 grudnia Gustáv Husák zrezygnował z urzędu prezydenta, przez co KSČ straciła kontrolę nad wydarzeniami. Tego samego dnia Zgromadzenie Federalne wybrało Havla na urząd prezydenta. Pokojowy proces przechodzenia od komunizmu do demokracji nazwano „aksamitną rewolucją”.
Wolne wybory odbyły się w dniach 8–9 czerwca. W Czechach zwyciężyło Forum Obywatelskie (uzyskując 53% głosów), zaś na Słowacji Społeczeństwo przeciw Przemocy (zdobywając 32,5% głosów). Komuniści zdobyli 13,6 głosów w Czechach oraz 13,8% na Słowacji. Wcześniej zmieniono nazwę państwa oraz godło, a także przeprowadzono reformy w różnych obszarach życia społeczeństwa. Federalizacja państwa w kwietniu 1990 roku nie zapobiegła jego rozpadowi. W lutym 1991 roku Forum Obywatelskie rozpadło się na dwa ugrupowania: Obywatelską Partię Demokratyczną (ODS) i Ruch Obywatelski (OH). ODS opowiadało się za szybkim wprowadzeniem gospodarki rynkowej, podczas gdy OH zwracało uwagę na problemy społeczne powstałe w wyniku terapii szokowej. W marcu 1991 roku premier Słowacji Vladimír Mečiar utworzył Ruch na rzecz Demokratycznej Słowacji (HZDS), który następnie przekształcił się w partię polityczną. Wyniki wyborów parlamentarnych w czerwcu 1992 roku przesądziły o rozpadzie Czechosłowacji – najsilniejszym ugrupowaniem na Słowacji został HZDS (34% głosów), a w Czechach wygrała ODS (w koalicji z Partią Chrześcijańsko-Demokratyczną; ok. 34%). 25 listopada 1992 roku Zgromadzenie Federalne przyjęło legislację, umożliwiającą konstytucyjne rozwiązanie federacji. Zgodnie z nowym prawem przy podziale majątku zastosowano przelicznik 2:1 na korzyść Czech (w których mieszkało dwa razy więcej osób niż na Słowacji). Według sondaży do 1993 roku większość Czechów oraz Słowaków przeciwstawiała się podziałowi pomimo rosnącego napięcia pomiędzy Czechami i Słowakami wynikającymi z przeprowadzonych reform gospodarczych, które mocniej dotknęły Słowację. 1 stycznia 1993 roku kraj ostatecznie rozpadł się na dwa państwa: Czechy oraz Słowację. Rozpad Czechosłowacji nazwano „aksamitnym rozwodem”.

### Rumunia

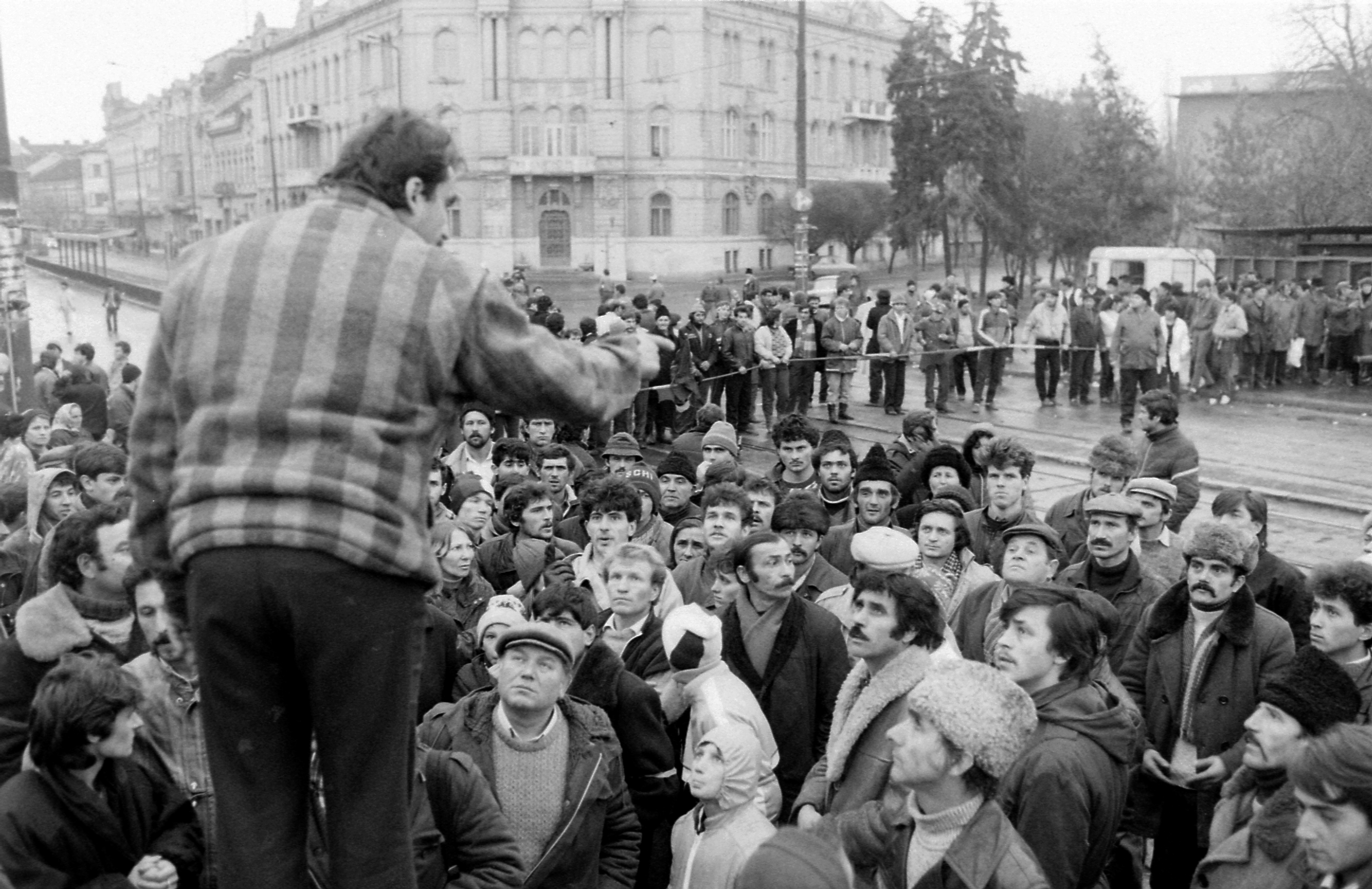
Protest w Timișoarze, 16 grudnia 1989

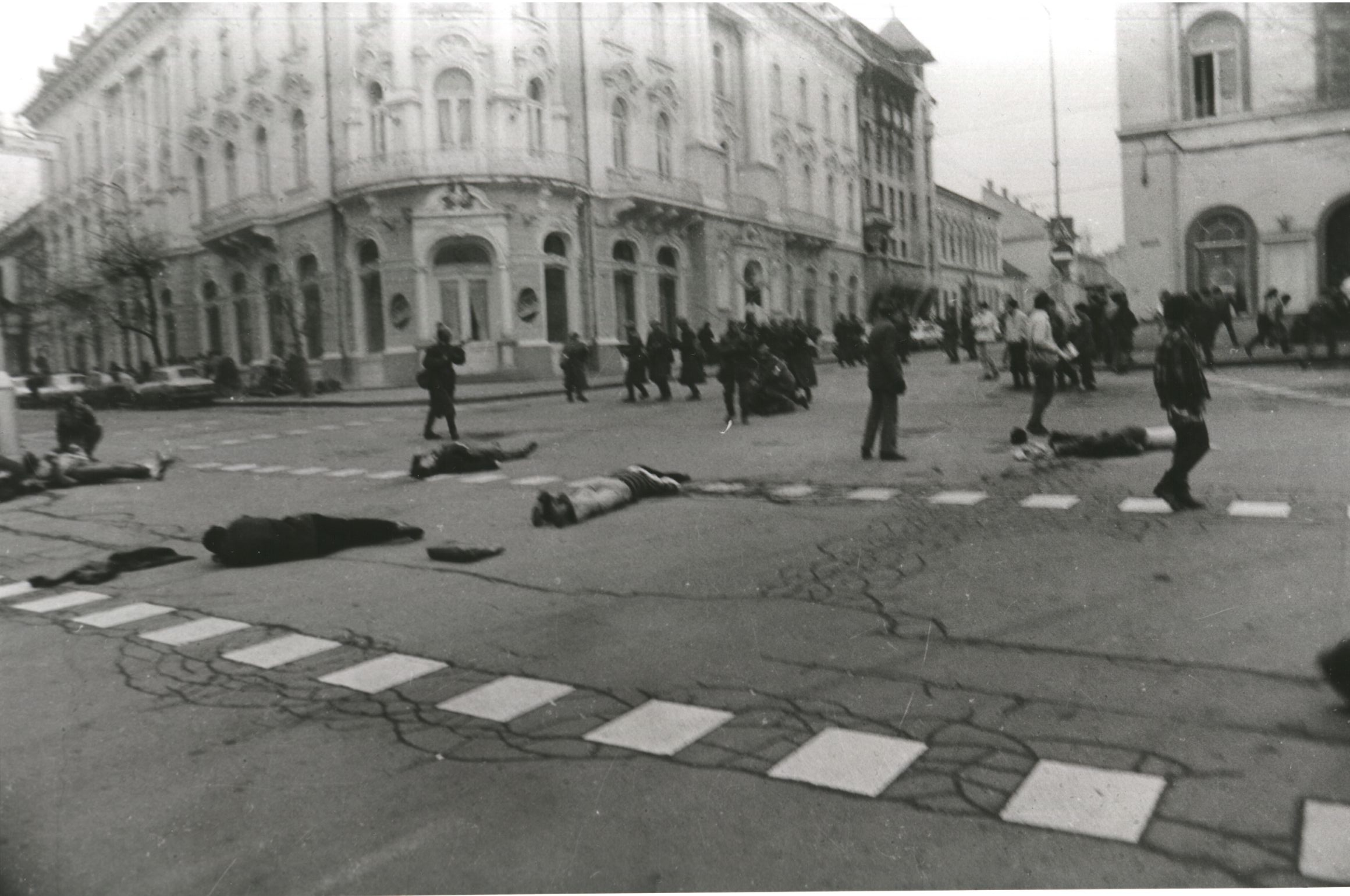
Ciała zabitych na ulicach Kluż-Napoki

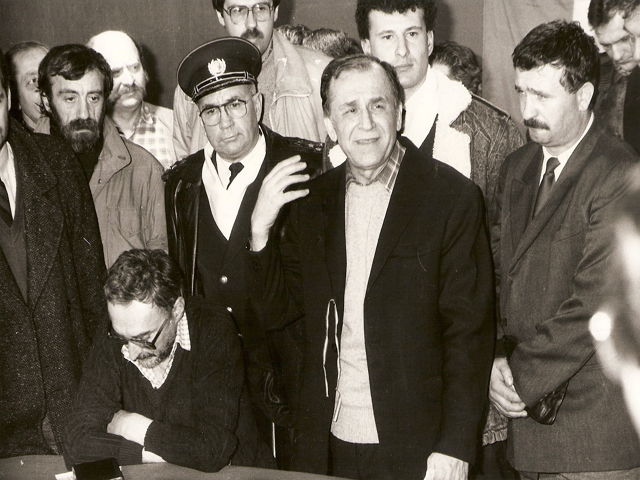
Ion Iliescu przemawiający podczas audycji telewizyjnej, grudzień 1989

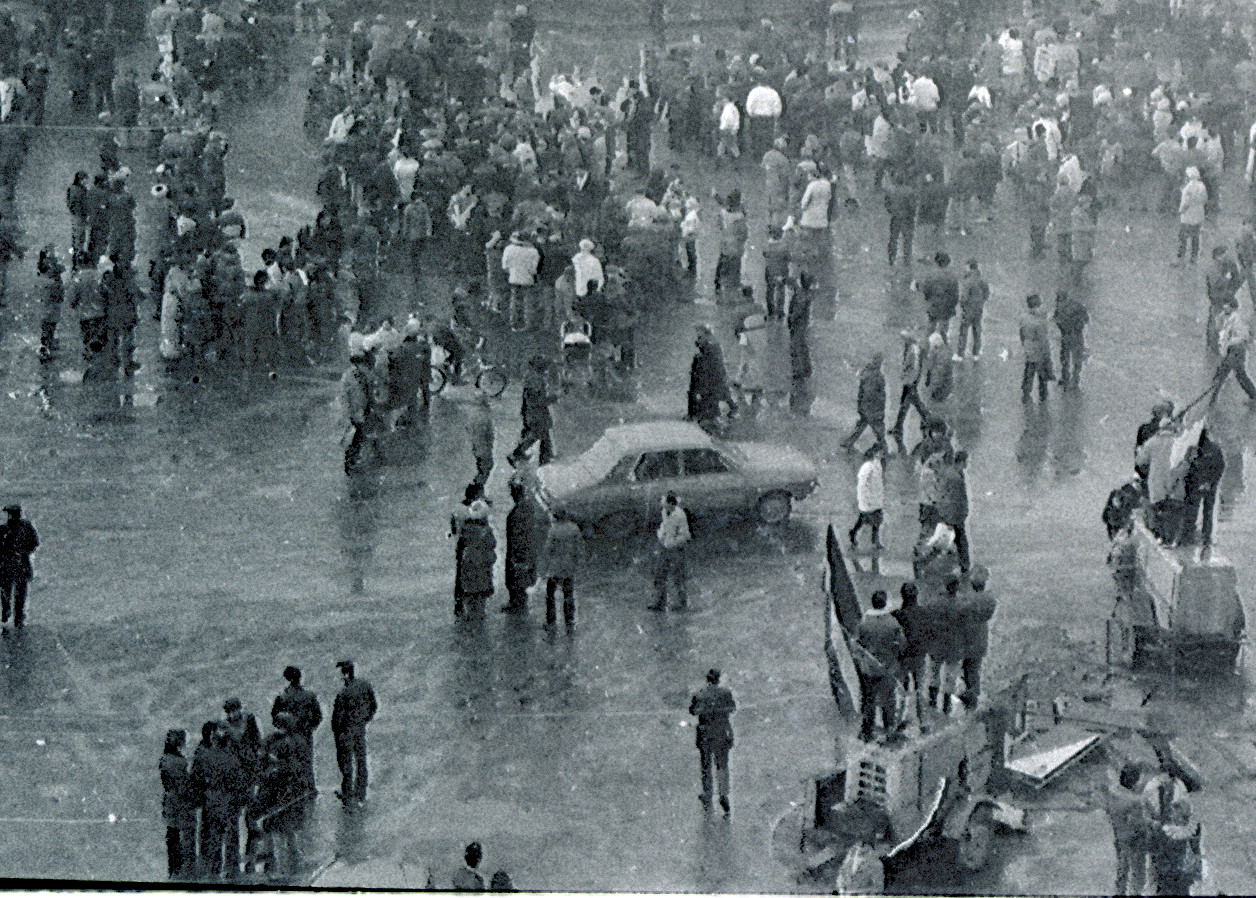
Mineriada w lutym 1990

W połowie lat 60. Rumunia uchodziła za najliberalniejszy kraj w bloku wschodnim. Od 1965 roku władzę w Rumunii sprawował Nicolae Ceaușescu, który początkowo odstępował od masowych represji, poprawił poziom życia obywateli oraz sprzeciwił się stłumieniu Praskiej Wiosny. 21 sierpnia 1968 roku Ceaușescu zwołał gigantyczny wiec przed budynkiem Komitetu Centralnego Rumuńskiej Partii Komunistycznej (RPK), w trakcie której wygłosił przemówienie, w którym wezwał obywateli do obrony kraju przed inwazją Związku Radzieckiego. W kolejnych latach Ceaușescu prowadził politykę opartą na ideologii komunistycznej i elementach nacjonalizmu. Błędne decyzje w polityce gospodarczej oraz terror doprowadziły Rumunię do katastrofy – w drugiej połowie lat 80. kraj pogrążył się w międzynarodowej izolacji, a gospodarka Rumunii znalazła się w bardzo złym stanie – bieda była rażąca nawet w porównaniu do innych państw komunistycznych. Aby powstrzymać zapaść ekonomiczną Ceaușescu zdecydował się na radykalne reformy. Celem podniesienia niskiej wydajności rolnictwa podjął próbę zastąpienia małych gospodarstw rolnych i około 8 tys. małych wiosek ogromnymi centrami rolno-przemysłowymi (kombinaty miały także zatrzeć różnice etniczno-kulturowe).
Zakazano stosowania antykoncepcji. Kobiety, które po ukończeniu 25 lat nie zaszły jeszcze w ciążę, musiały płacić podatek w wysokości 10–15% swego wynagrodzenia. Ponadto w fabrykach rozlokowano personel medyczny, który kontrolował ciężarne kobiety i nakładał na nie kary, jeśli nie doszło do porodu. Przy skierowaniu mocy produkcyjnych na eksport i drastycznym obcięciu wydatków na potrzeby ludności Ceaușescu zdołał w 1988 roku zredukować zadłużenie zagraniczne do poziomu 50 dolarów na mieszkańca.
Terror w Rumunii sprawowała tajna policja Securitate. Jej działalność skutecznie zwalczała rzeczywistych i wyimaginowanych przeciwników politycznych. W 1989 roku wydawało się, że władza dyktatora nie jest zagrożona. Jedyną grupą, która mogła odsunąć Ceaușescu od władzy, mogli być wówczas byli działacze partyjni. Obawiając się konsekwencji wydarzeń w innych państwach bloku wschodniego RPK wystosowała list z apelem o niedopuszczenie do powołania w Polsce rządu, na czele którego stanąłby przedstawiciel „Solidarności”.
Napływające z innych państw bloku wschodniego informacje zachęciły społeczeństwo do przeprowadzenia zmian. 14 grudnia 1989 roku w Jassach doszło do nieudanej próby zorganizowania manifestacji. Początek rewolucji w Rumunii rozegrał się 15 grudnia w Timișoarze, kiedy to narastające napięcie, związane z prześladowaniem mniejszości węgierskiej, wybuchło po zatrzymaniu lidera mniejszości narodowej – pastora László Tőkésa. Wierni Tőkésa zebrali się przed kościołem, by uniemożliwić deportację duchownego do prowincjonalnej parafii. 16 grudnia w Timișoarze wybuchły zamieszki, które trwały do następnego dnia. 17 grudnia przeciwko demonstrantom użyto broni – zginęło ponad 60 osób. Pomimo użycia siły walki trwały jeszcze jeden dzień. 18 grudnia Ceaușescu wrócił z Iranu – po powrocie wygłosił w radiu i telewizji przemówienie, w którym nazwał uczestników protestów „chuliganami” i „faszystami”. 19 grudnia miejscowe fabryki ogłosiły strajk, zaś dzień później w Timișoarze powstał Rumuński Front Demokratyczny.
20 grudnia Ceaușescu podczas wystąpienia w telewizji oświadczył, że inspiratorami niepokojów w Timișoarze byli „rewanżyści, rewizjoniści i obce służby specjalne”. Podczas kolejnych demonstracji w Timișoarze wojskowi odmawiali wysłania żołnierzy do tłumienia protestów. 21 grudnia pod budynkiem KC RPK Ceaușescu zgromadził dziesiątki tysięcy ludzi, którzy mieli usłyszeć przemówienie przywódcy Rumunii. Po wnoszonych początkowo w reakcji na jego słowa prorządowych okrzykach podstawionych zwolenników Ceaușescu, studenci zaczęli skandować „Ceaușescu dyktator”, co natychmiast podchwyciła większość zgromadzonych.
22 grudnia w Bukareszcie dziesiątki tysięcy ludzi manifestowało. Nowo mianowany głównodowodzący armii wydał jej rozkaz powrotu do koszar. Po oblężeniu przez demonstrantów gmachu Komitetu Centralnego Nicolae Ceaușescu wraz z żoną Eleną postanowili uciec helikopterem. W godzinach popołudniowych aresztowano małżeństwo. Władzę przejął składający się z 235 osób Front Ocalenia Narodowego, składający się z byłych działaczy partyjnych i wojskowych. Tymczasowym prezydentem został Ion Iliescu, który złagodził restrykcyjną politykę. Pomimo wycofania wojsk z udziału w walkach w wielu miastach uzbrojeni obrońcy reżimu (nazywani „terrorystami”) strzelali do demonstrantów. 23 grudnia Nicolae i Elena Ceaușescu stanęli przed zwołanym trybunałem wojskowym. Orzeczono wobec nich karę śmierci. Wyrok wykonano 25 grudnia 1989 roku.
Od 15 grudnia podczas walk zginęło łącznie 1104 Rumunów. Przebieg wydarzeń budzi wątpliwości. Nie wiadomo, jaką rolę w wydarzeniach odegrał Związek Radziecki, jak wyglądał przewrót w elitach władz. Nie wiadomo także, kto stał za „terrorystami”, których działalność pociągnęła za sobą najwięcej ofiar.
Choć obalono Nicolae Ceaușescu, w Rumunii utrzymała się dyktatura. W przeprowadzonych w maju 1990 roku ogólnokrajowych wyborach Front Ocalenia Narodowego zdobył 80% głosów, a Ion Iliescu został wybrany na prezydenta (uzyskując 85% głosów). Manifestację opozycji demokratycznej kilkukrotnie tłumili uzbrojeni górnicy, którzy cieszyli się poparciem Frontu Ocalenia Narodowego. Walki górników z demonstrantami nazwano mineriadami. W czerwcu 1990 roku Iliescu wezwał do Bukaresztu górników, którzy brutalnie rozpędzili protest studentów. W listopadzie 1990 roku ok. 100 tys. ludzi przemaszerowało przez Bukareszt, protestując przeciwko zapaści ekonomicznej. Protest zorganizowało nowe ugrupowanie opozycyjne Sojusz Obywatelski. Podczas gwałtownych starć we wrześniu 1991 roku pomiędzy górnikami, a siłami bezpieczeństwa (podczas którego splądrowano parlament i oblegano siedzibę telewizji) Front Ocalenia Narodowego podał się do dymisji.
W październiku 1991 sformowano gabinet koalicyjny, a w listopadzie uchwalono nową konstytucję, która zalegalizowała system wielopartyjny, zagwarantowała przestrzeganie praw człowieka i funkcjonowanie gospodarki wolnorynkowej. 27 września 1992 roku odbyły się wybory parlamentarne i prezydenckie, które wygrał Demokratyczny Front Ocalenia Narodowego (117 z 328 mandatów). 82 mandaty uzyskało ugrupowanie demokratyczne skupiające sześć partii Sojusz Demokratycznej Konwencji Rumunii (SDKR). Wybory prezydenckie ponownie wygrał Ion Iliescu, zdobywając 61,43% głosów.
Ugrupowania opozycyjne odsunęły komunistów od władzy w 1996 roku.

## Następstwa
Po rozpadzie bloku wschodniego kraje Europy Środkowo-Wschodniej stanęły przed zadaniem przekształcenia centralnie sterowanych gospodarek w stabilne gospodarki wolnorynkowe. Niektóre państwa oczekujące na wejście do Unii Europejskiej (Polska, Czechy, Słowacja, Węgry) szybko przeprowadziły prywatyzację, modernizację i reorganizację przemysłu, rolnictwa i sektora usług, zaś Rumunia i Bułgaria reformy gospodarcze odwlekały. Wysoki wzrost gospodarczy w Polsce wynikał z konsekwentnej realizacji planu Balcerowicza, zgody społeczeństwa na wyrzeczenia oraz wysokiego wzrostu indywidualnej przedsiębiorczości. W Polsce zastosowano terapię szokową, która doprowadziła do krótkotrwałej recesji, pogłębienia rozwarstwienia społecznego i niepokojów pracowniczych w przemyśle. Poprawa położenia materialnego większości Polaków nie przekładała się na poprawę nastrojów (według badań przeprowadzonych przez Uniwersytet Warszawski i Polską Akademię Nauk 48% Polaków uważało, że transformacja gospodarcza przyniosła im „straty” lub ograniczyła możliwości życiowe; poprawę warunków życiowych deklarowało 10% Polaków). Podobne reformy przeprowadzono na Węgrzech w latach 1990–1991 i 1995–1996.
Największym problemem stało się bezrobocie, wynikające z likwidacji nierentownych przedsiębiorstw. Dużym problemem stało się także zamrożenie płac w sferze budżetowej (zwłaszcza w szkolnictwie i służbie zdrowia). Innym problemem był kryzys gospodarczy w Związku Radzieckim, który był największym partnerem handlowym wśród państw bloku wschodniego – w najgorszej sytuacji znalazła się Bułgaria, która 63% towarów eksportowała do ZSRR (dla porównania eksport Polski do ZSRR wyniósł 25%, Węgier 20%, a innych państw RWPG 19%). W innej sytuacji znalazła się Niemiecka Republika Demokratyczna. Po zjednoczeniu Niemiec zachodnie landy zaczęły wspierać finansowo landy wschodnie.
Po rozpadzie RWPG (28 czerwca 1991) byłe państwa bloku wschodniego rozpoczęły przygotowania do wejścia do Unii Europejskiej. Poszerzenie Unii Europejskiej uchwalono w 1997 roku. W marcu 1998 roku Polska, Czechy, Węgry (ponadto Słowenia, Estonia i Cypr) rozpoczęły rokowania na temat przystąpienia do Unii. W 2000 roku rozmowy rozpoczęły Bułgaria, Rumunia i Słowacja (oraz także Malta, Litwa i Łotwa). Polska, Czechy, Słowacja i Węgry znalazły się 1 maja 2004 roku w Unii Europejskiej (obok nich przystąpiły także Estonia, Łotwa, Litwa, Słowenia, Malta i Cypr). 1 stycznia 2007 roku do UE wstąpiły Rumunia i Bułgaria.
Rozpad Układu Warszawskiego (1 lipca 1991) pozwolił państwom Europy Środkowo-Wschodniej na dołączenie do NATO. 12 marca 1999 roku do NATO przyjęto Polskę, Czechy i Węgry. Przed rozszerzeniem państwa te prowadziły ostrożną politykę wobec Rosji. Kolejne rozszerzenie nastąpiło 2 kwietnia 2004 roku. Wówczas do organizacji przystąpiły: Bułgaria, Rumunia, Słowacja, a także Estonia, Litwa, Łotwa i Słowenia.
Wielu komunistycznych polityków kontynuowało działalność polityczną. Na miejscu dawnych partii pojawiały się nowe, które odwoływały się do socjaldemokracji. Kłopoty gospodarcze, korupcja, słabe przygotowanie nowych elit oraz nieumiejętnie wprowadzane reformy pozwoliły byłym działaczom komunistycznym wygrać wybory parlamentarne lub prezydenckie. Obok partii politycznych, w których znajdowali się byli politycy komunistyczni, czy też członkowie opozycji, pojawiły się nowe ugrupowania polityczne, mające charakter populistyczny i roszczeniowy.
Wraz z ustaniem komunizmu w niektórych państwach odżyły konflikty narodowościowe i społeczne. W Rumunii mniejszość węgierska zaczęła domagać się praw. W podobnej sytuacji znalazła się Bułgaria, w której mieszkała duża mniejszość turecka.
Przywrócenie jedności Niemiec w 1990 roku stworzyło w Europie nową sytuację geopolityczną. Niemcy po odzyskaniu suwerenności stały się głównym państwem Wspólnoty Europejskiej oraz NATO. W latach 90. Niemcy zaczęły przejmować coraz większą odpowiedzialność międzynarodową w sferze gospodarczej i politycznej. Duży wpływ na to miały: doświadczenia historyczne, położenie geopolityczne, silna gospodarka oraz cele gospodarczo-polityczne zjednoczonych Niemiec. Niemcy opowiadali się za przekształceniem Wspólnoty Europejskiej w Unię Europejską oraz poszerzeniem Unii o państwa Europy Środkowo-Wschodniej. Bliskość geograficzna i tradycje wzajemnych powiązań pozwoliły Niemcom stać się pierwszoplanowym partnerem krajów Europy Środkowo-Wschodniej i Rosji.